# Opposition au concubinage homosexuel et au Pacte civil de solidarité en France
L'opposition au concubinage homosexuel et au Pacte civil de solidarité en France est constituée par l'ensemble des institutions et des mouvements associatifs, politiques et religieux refusant toute forme de reconnaissance légale des couples de même sexe.
Cette opposition apparaît au grand jour avec le refus de la Cour de cassation de reconnaître le concubinage homosexuel en 1989 et en 1997. Elle se manifeste cependant surtout en 1998-1999, moment où la « gauche plurielle » présente, devant le parlement français, deux projets de loi : l'un, dit de « Pacte civil de solidarité », qui cherche à instaurer un partenariat enregistré ouvert aux couples homosexuels, et l'autre qui reconnaît officiellement le concubinage entre partenaires de même sexe. Le rejet de ces réformes se traduit à la fois par l'obstruction des parlementaires « anti-PaCS » et par l'organisation de manifestations destinées à faire reculer le gouvernement Lionel Jospin. Il donne alors parfois lieu à des débordements homophobes, qui marquent durablement la communauté LGBT française.
Au premier plan de cette opposition, qui disparaît largement après l’approbation de la réforme, se trouvent la députée Christine Boutin, le collectif « Générations anti-PaCS », la quasi-totalité des représentants de la droite française et une nébuleuse d'organisations liées à l'Église catholique.

## Déroulement

### Du refus du concubinage homosexuel à la naissance du PaCS

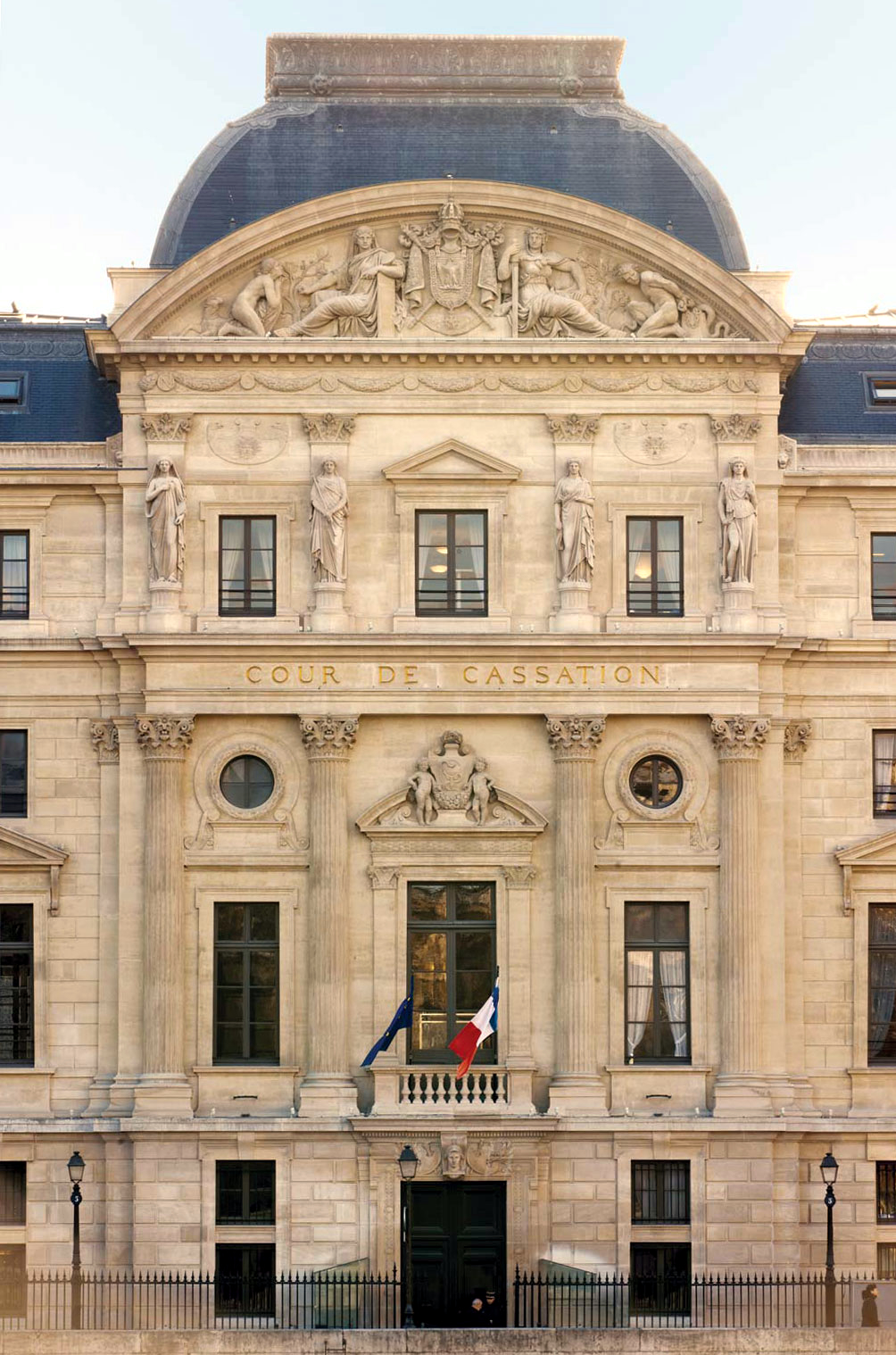
Jusqu'en 1999, la Cour de cassation juge qu'un couple concubin est obligatoirement constitué d'un homme et d'une femme.

Dans les années 1980, la communauté homosexuelle française est durement touchée par l'apparition et le développement de l'épidémie du sida. Des milliers de couples sont alors doublement victimes de la maladie : d'abord parce que celle-ci emporte de nombreux partenaires ; ensuite parce que la société ne reconnaît aux survivants aucun droit sur le patrimoine ou le logement de leurs conjoints disparus. Le 11 juillet 1989, la Cour de cassation refuse ainsi de reconnaître le concubinage homosexuel et précise qu'un couple concubin est obligatoirement composé d'un homme et d'une femme, ce qui interdit aux homosexuels le droit au bail, la prise en charge du conjoint par la Sécurité sociale et toute une série d'autres avantages. Cette décision, qui arrive dans un contexte légal par ailleurs plutôt favorable aux homosexuels (alignement de leur majorité sexuelle sur celle des hétérosexuels en 1982 ; interdiction des discriminations professionnelles et commerciales fondées sur les mœurs en 1985), est ensuite réitérée en 1997,.
Dans ces conditions, des militants homosexuels et quelques personnalités politiques de gauche commencent à se mobiliser pour faire évoluer la société. Le 25 juin 1990, une première proposition de loi « tendant à créer un contrat de partenariat civil » est déposée au Sénat par le socialiste Jean-Luc Mélenchon, touché par une rencontre avec des membres de l'association « Gays pour les libertés » en 1988. Peu de temps après, en 1991, le militant Jan-Paul Pouliquen, le juriste Gérard Bach-Ignasse et le député socialiste Jean-Yves Autexier mettent en place un groupe de réflexion, qui est à l'origine du projet de « Contrat d'union civile » (CUC). Conçu pour être accessible aux homosexuels comme aux hétérosexuels, le CUC doit conférer à ceux qui l'ont conclu des droits similaires à ceux accordés par le mariage,.

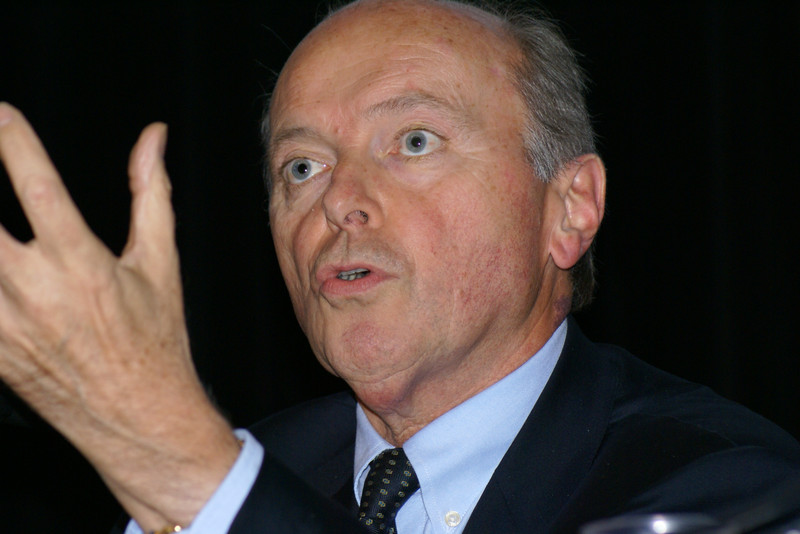
Pour le ministre Jacques Toubon, l'ordre public s'oppose [au Contrat d'union civile] (1995).

En 1992, ce projet de CUC est finalement présenté à l'Assemblée nationale par huit députés chevènementistes et socialistes. Le Parlement le rejette mais en conserve deux aspects : la couverture sociale pour les conjoints homosexuels à la charge exclusive de leur compagnon et le transfert de bail automatique aux partenaires survivants. Cependant, cette deuxième avancée est immédiatement annulée par le Conseil constitutionnel, saisi par le ministre de la Justice Jacques Toubon pour vice de procédure. En 1993, Jean-Pierre Chevènement, Georges Sarre et Jean-Pierre Michel proposent à nouveau le vote du CUC à la Chambre des députés, sans davantage de succès. Désirant clore définitivement le dossier du CUC, Jacques Toubon déclare, en novembre 1995, que « l'ordre public s'y oppose ». Quelques mois plus tard, le gouvernement Juppé admet pourtant publiquement la nécessité de réformer la loi pour ouvrir le concubinage aux homosexuels,.
À partir de 1995, des maires (comme Joël Batteux) commencent à délivrer des certificats de vie commune à des couples homosexuels, ce qui déclenche l'ire de l'Église catholique, qui y voit une « érosion du droit de la famille ». Dans le même temps, des projets alternatifs au CUC voient le jour. En 1996, le groupe communiste à l'Assemblée dépose une proposition de loi pour consolider le concubinage. L'association AIDES invente quant à elle le « Contrat de vie sociale » (CVS). Puis, 15 personnalités de gauche (parmi lesquelles Martine Aubry, Élisabeth Guigou, Catherine Trautmann et Pierre Mauroy) signent un appel en faveur d'un « Contrat d'union sociale » (CUS). La droite propose quant à elle un « Pacte d’intérêt commun » (PIC) minimaliste. Devenu Premier ministre en 1997 et malgré ses réticences initiales, Lionel Jospin finit par adhérer à l'idée de partenariat enregistré, d'autant que les sondages d'opinion montrent que la société y est largement favorable,. C'est ainsi que naît le projet de Pacte civil de solidarité (PaCS), remis par les députés socialistes Jean-Pierre Michel et Patrick Bloche à la Commission des lois en avril 1998.

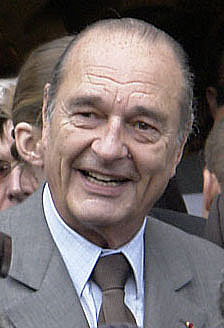
Pour le président Jacques Chirac, le PaCS risque de dénaturer et de banaliser le droit du mariage (1998).

### Des premières critiques contre le PaCS au rejet du premier projet de loi
Le projet de loi est déposé devant l'Assemblée nationale par les deux députés socialistes en juin 1998. En réaction, le président Jacques Chirac déclare que le Pacte civil de solidarité risque de « dénaturer » et de « banaliser » le droit du mariage. Ce n'est cependant qu'en septembre suivant que le RPR annonce officiellement son intention de voter contre le projet de loi. De son côté, l'Église catholique fait également connaître sa ferme opposition à ce qu'elle considère comme une atteinte à la famille. Désireuse de rassurer les courants les plus réticents au PaCS, la ministre de la Justice Élisabeth Guigou insiste alors sur le fait que celui-ci « n'ouvrira pas la possibilité aux homosexuels d'adopter des enfants ou de recourir à la procréation médicalement assistée ».
Le 6 octobre, le député RPR Pierre Lellouche déclare que « le PaCS sera le Viêt Nam de Lionel Jospin ». De fait, la droite, qui a prévu pas moins de 900 amendements pour détricoter le projet de loi, est presque unanime à condamner le PaCS. Trois jours plus tard, le 9 octobre 1998, les députés de droite, pourtant minoritaires à l'Assemblée nationale, parviennent à voter une motion d'irrecevabilité contre le texte, en profitant du très fort taux d'absentéisme des députés de gauche (260, au total). Pour le journaliste Christophe Barbier, cette défaite humiliante de la gauche plurielle est avant tout celle du Premier ministre Lionel Jospin, qui a soutenu mollement le texte et en a laissé l'initiative aux parlementaires au lieu d'impliquer plus fortement le gouvernement  dans son élaboration. Elle montre par ailleurs la fracture entre une « gauche urbaine » plutôt ouverte aux couples de même sexe et une « gauche provinciale » beaucoup plus réticente vis-à-vis de ce qu'elle perçoit comme un « lobby homosexuel ».

### Un début de débats houleux (novembre 1998)
Après cette première victoire des opposants au projet de loi, le gouvernement s'intéresse davantage à la question du PaCS et le texte est retravaillé pour être à nouveau présenté devant le Parlement après les débats budgétaires. La bataille législative reprend finalement le mardi 3 novembre 1998 et, en deux jours, l’opposition de droite dépose pas moins de 2 161 amendements au texte. Parmi ceux-ci, l'un, écrit par Bernard Accoyer, propose que « lorsqu'une personne ayant obtenu la garde d'un enfant à l'issue d'un jugement de divorce conclut un PaCS avec un signataire de même sexe, elle perd automatiquement la garde de cet enfant ». Un autre, dû à Christine Boutin, demande « qu'aucun agent des services préfectoraux ne [puisse] être sanctionné pour avoir refusé de prêter son concours à l'inscription d'une union qui en conscience lui paraît contre-nature ».

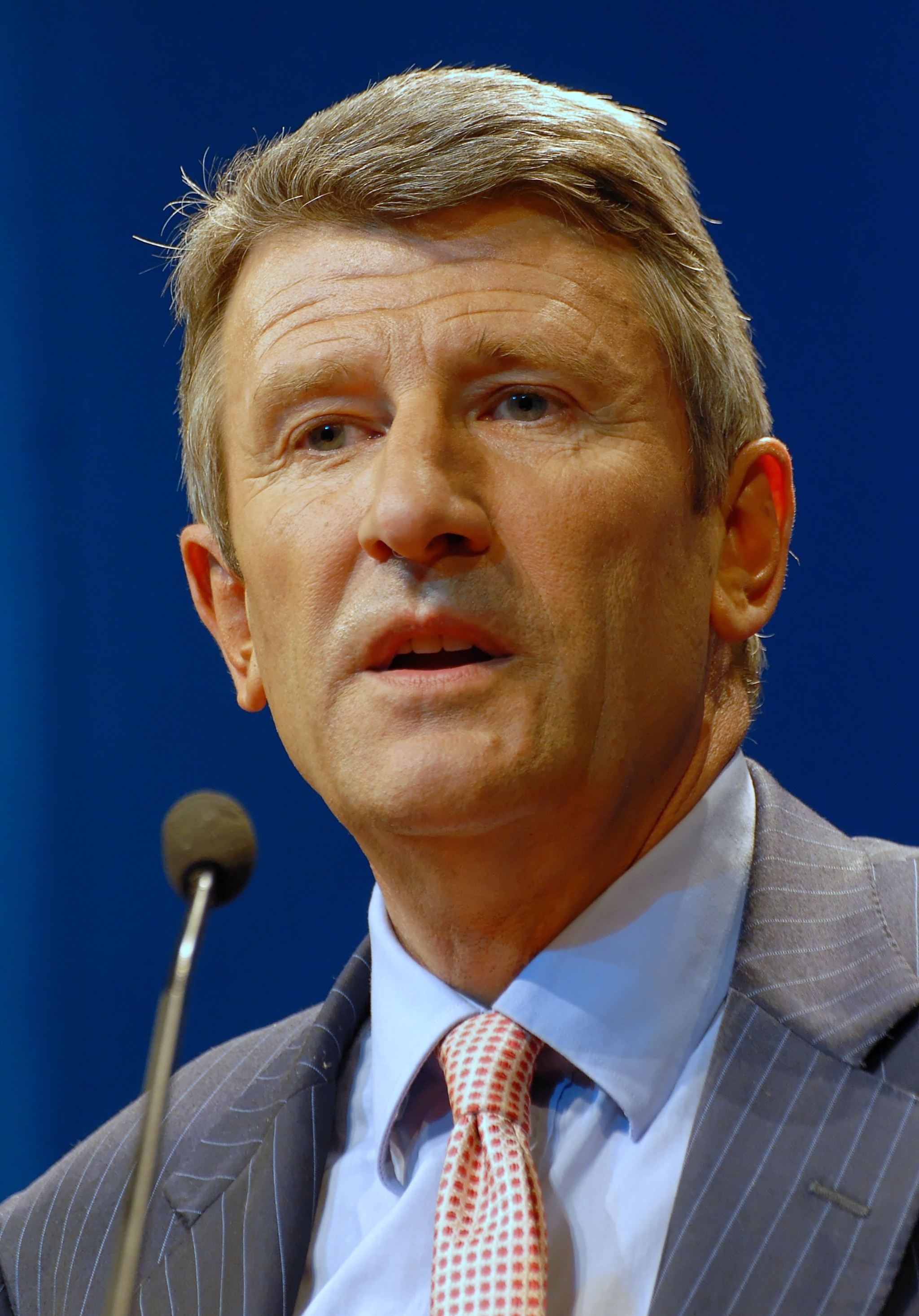
Pour le député Philippe de Villiers, le PaCS, c'est tout simplement le retour à la barbarie (1998).

Dès le 3 novembre, Christine Boutin prononce, devant l'Assemblée nationale, un discours fleuve d'une durée de cinq heures trente. Elle proclame alors que « le PaCS érige l'homosexualité en norme » et précise qu'« il n'existe pas de vide juridique pour les homosexuels »,. Dans le même discours, elle affirme que « le PaCS contribuerait inévitablement à la « chosification » de l'enfant, soumis au bon plaisir des adultes ». Dans les jours qui suivent, d'autres députés tiennent des discours tout aussi radicaux. Le 8 novembre, Dominique Dord déclare ainsi que « le PaCS est une patate chaude que l’on se refile de la mairie au tribunal d'instance et pourquoi pas demain à la direction des services vétérinaires » avant de rectifier, à la suite des protestations de la gauche : « J'aurais pu dire la DDE ». Quant à Philippe de Villiers, il accuse la majorité socialiste et affirme : « Le PaCS, c'est tout simplement le retour à la barbarie. Vous vous apprêtez à violenter notre vieille civilisation. Mais un jour les victimes se lèveront et se tourneront vers vous en vous disant : « Vous êtes le socialisme démolisseur » » (7 novembre). Enfin, d'autres petites phrases, comme « Et les animaux de compagnie ! » (de François Vannson) ou « Il y a des zoophiles aussi » (de Jacques Myard) situent l'homosexualité au même rang que la bestialité.
Plus constructif que certains de ses collègues parlementaires, le RPR Patrick Devedjian s'emploie à mettre en évidence les faiblesses du projet de loi socialiste. Il souligne ainsi que « L'idée de départ [du PaCS] est de prévoir un même statut pour tous les concubins [pourtant] tandis que les hétérosexuels veulent s'éloigner du mariage, les homosexuels veulent s'en rapprocher. On veut traiter par un même régime juridique des unions ayant prioritairement une cause sexuelle et des unions ayant prioritairement une cause financière ». Le député souligne, par ailleurs, que si le PaCS est ouvert aux fratries, il n'est pas logique de limiter la fratrie à deux individus car « il y a là rupture de l'égalité » entre les frères et sœurs. Finalement, il pointe, comme beaucoup de ses collègues, la question des enfants. De fait, malgré les assurances répétées d'Élisabeth Guigou, beaucoup de députés de droite continuent à craindre que le PaCS permette aux couples homosexuels d'accéder à la filiation. Par conséquent, plusieurs amendements issus de l'opposition exigent que le texte de loi interdise explicitement l'adoption et la Procréation médicalement assistée (PMA) aux pacsés homosexuels. De son côté, la Garde des Sceaux refuse cette option et déclare : « Il n'est pas nécessaire de fermer une porte qui n'est pas ouverte ». D'autres députés émettent l'idée que les « aïeux » voire « les enfants en âge de discernement » puissent s'opposer à la signature d'un PaCS par l'un de leurs proches, sans succès.
Finalement, au terme de cette première séquence de débats (close le lundi 9 novembre à 2 h du matin) et malgré l'utilisation d'un « arsenal anti-obstruction parlementaire » par Laurent Fabius, le gouvernement ne parvient à faire voter que 4 des 12 articles du projet de PaCS alors qu'il avait initialement prévu d'en faire approuver la totalité. Les discussions sont donc repoussées aux 1er et 2 décembre suivants.

### Opposition frontale entre le gouvernement et la droite (décembre 1998)

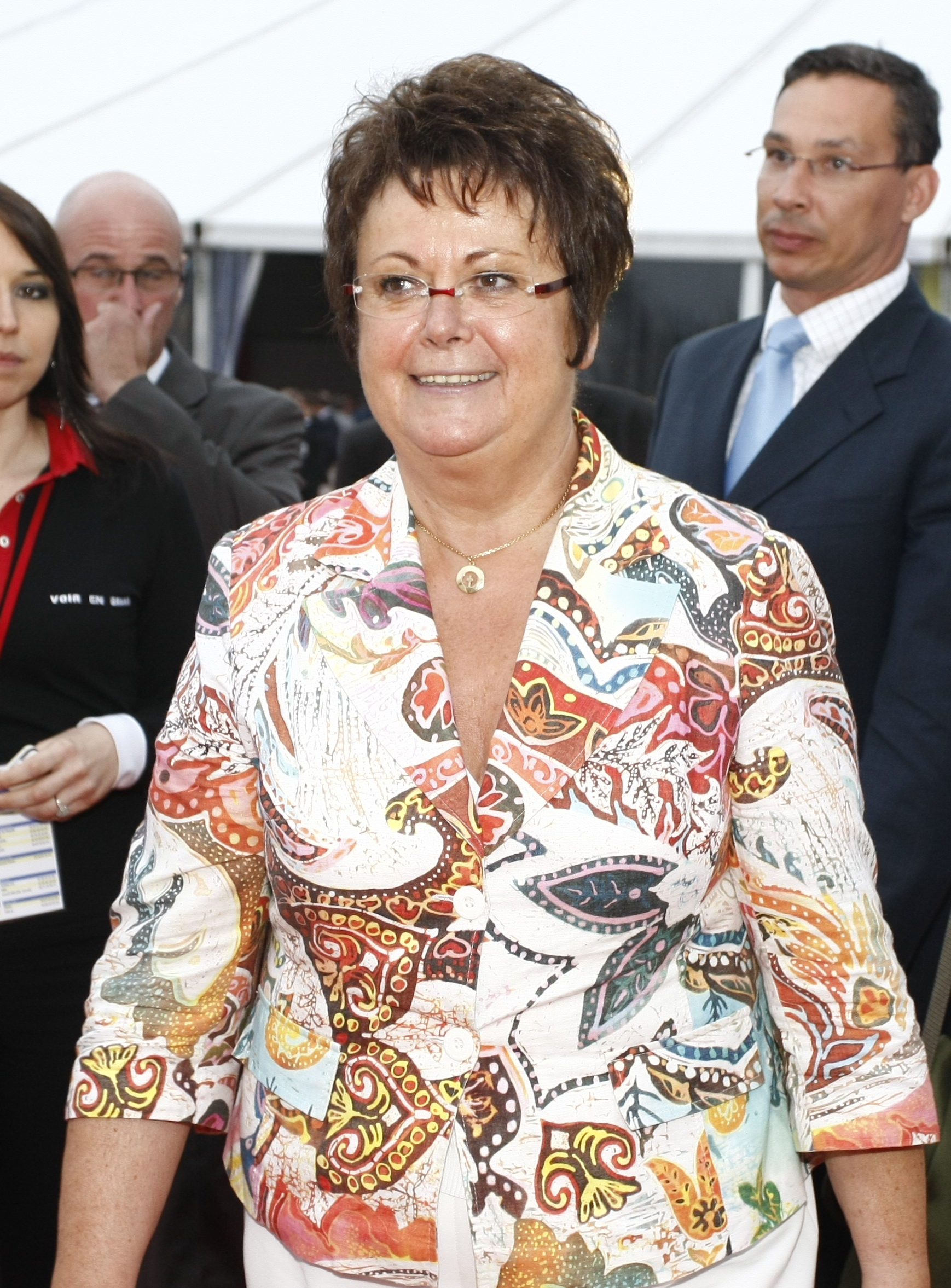
Pour la députée Christine Boutin, le PaCS contribuerait inévitablement à la « chosification » de l'enfant (1998).

Les débats reprennent donc le 1er décembre 1998. Ils portent une nouvelle fois sur la question de la filiation, qui continue à effrayer la droite, mais aussi sur des aspects plus financiers, ce qui fait dire à certains opposants que le PaCS n'est qu'un « produit fiscal ». Ainsi, pour le député Christian Estrosi, la nouvelle forme d'union va coûter plusieurs milliards de francs « qui devraient plutôt aller aux familles qui construisent la France ». L'obstruction de la droite se poursuit par l'intermédiaire des amendements et des longues heures de discussion qui accompagnent leur vote. Scandalisé par cette attitude, Lionel Jospin attaque directement Christine Boutin durant la séance du 2 décembre. Le Premier ministre qualifie alors la chef de file des anti-PaCS de « députée marginale sur ces questions et outrancière dans ses propos ». Blessée, la parlementaire quitte alors l'hémicycle en larmes, non sans recevoir le soutien de ses collègues,. Puis, calmée, elle déclare, devant les caméras : « Puisque je suis une marginale, j'appelle tous les Français à manifester contre le PaCS fin janvier ».
En dépit de cet incident, les débats se poursuivent et l'obstruction de la droite également. De nouveaux articles sont toutefois votés, en matière de droits de succession et d'obtention de titre de séjour pour les pacsés étrangers. La droite s'insurge alors mollement contre un PaCS réduit à l'état de « machine à régulariser les sans-papiers ». Cependant, une autre question, plus triviale celle-là, anime alors les députés et la société : qui peut bien être la personne « haut placée » qui a envoyé des fleurs à Christine Boutin dans la matinée du 3 décembre pour s'excuser ?
Après une dernière polémique concernant l'ouverture du PaCS aux fratries (le PS y est favorable, pas le reste de la gauche et encore moins la droite) et 70 heures de débats, le projet de loi est adopté par 316 voix contre 249 à l'Assemblée nationale, le 9 décembre 1998. La bataille parlementaire n'est pourtant pas terminée : c'est désormais au Sénat de donner son avis sur le texte.

### La grande manifestations des «anti-PaCS» (31 janvier 1999)
Dès le 3 octobre 1998, des rassemblements contre le Pacte civil de solidarité sont organisés, à Paris et en province, à l'appel de l'hebdomadaire Famille chrétienne, du mouvement Familles de France et des Associations familiales catholiques (AFC). Ceux-ci ne rencontrent cependant guère de succès : dans la capitale, seules 200 personnes se mobilisent et elles ne sont pas beaucoup plus nombreuses à Lyon, Clermont-Ferrand, Montpellier et Rennes. Cela n'empêche pas l'éclatement d'affrontements entre anti et pro-PaCS dans plusieurs villes,. Le 7 novembre suivant, une première vraie manifestation est organisée contre le projet de loi. Cette fois, environ 7 200 personnes défilent à Paris avec des banderoles proclamant « Guigou, ton Pacs aux égouts » ou « Satan l'a rêvé, Jospin l'a fait »,.

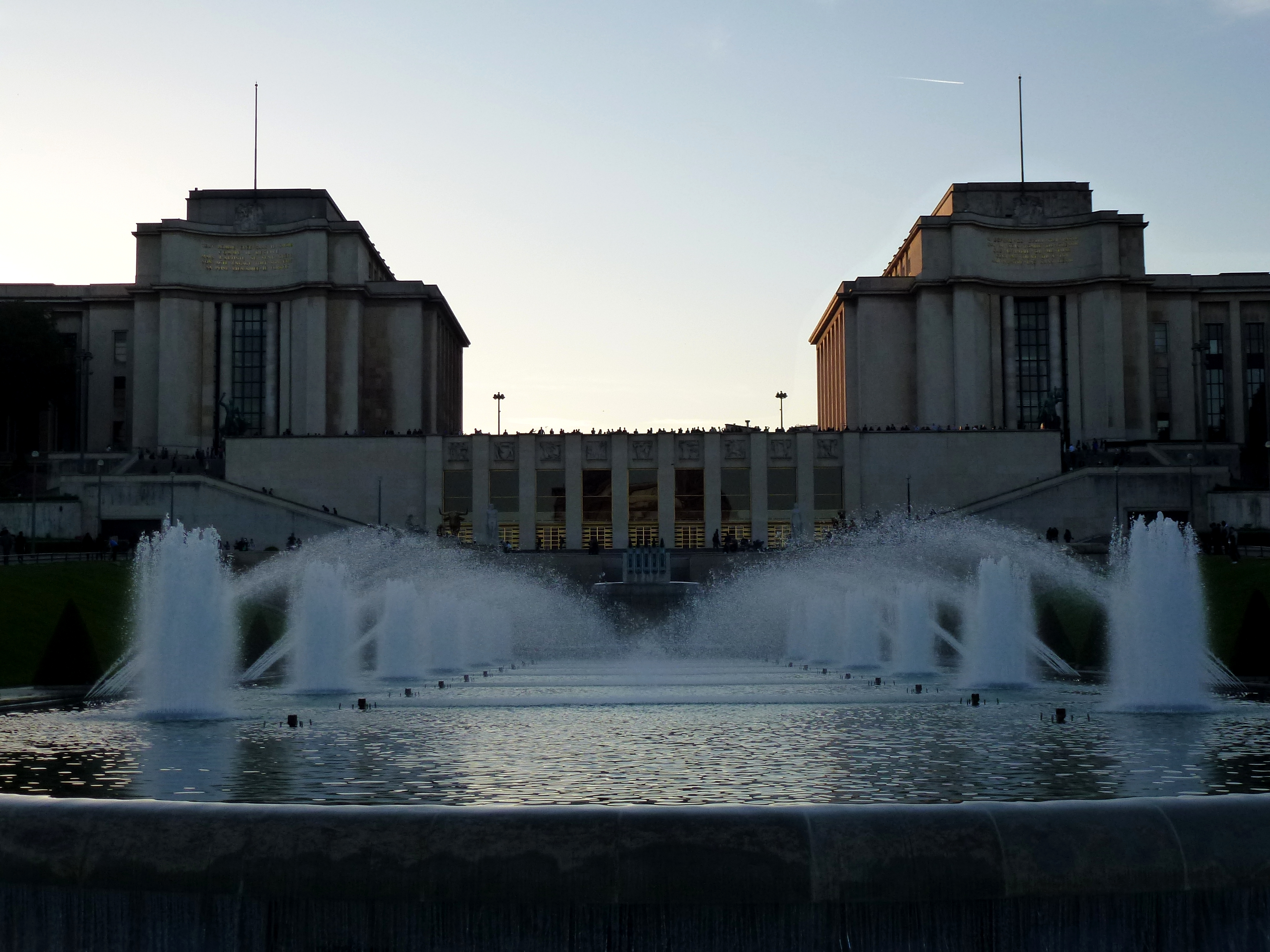
Devant le palais de Chaillot, des « anti-PaCS » crient Les pédés, au bûcher ! le 31 janvier 1999.

C'est néanmoins l'appel de Christine Boutin à manifester contre le projet de loi (le 2 décembre 1998) qui permet aux forces opposées au PaCS de se mobiliser véritablement. Le 31 janvier 1999, le collectif « Générations anti-PaCS » organise ainsi une manifestation durant laquelle 100 000 personnes défilent à Paris, derrière des slogans comme « En mariée t'es belle, en pacsée t'es poubelle », « Deux papas, deux mamans, bonjours les dégâts » mais aussi de beaucoup moins consensuels « Pas de neveux pour les tantouzes »,. Parmi les personnalités venues montrer leur opposition au PaCS, tous les courants de la droite et de l'extrême droite sont représentés : l'UDF avec Christine Boutin et Charles Millon, le RPR avec Hervé Gaymard et Philippe Marini, DL avec Claude Goasguen, le MPF avec Philippe de Villiers, le MNR avec Bruno Mégret et le FN avec Bruno Gollnisch et Marie-France Stirbois. Tous, cependant, ne défilent pas côte à côte et l'extrême droite est volontairement mise à l'écart par le service d'ordre.
Parmi les simples citoyens, les catholiques et la bourgeoisie des beaux quartiers sont largement majoritaires, malgré la volonté affichée du collectif « Générations anti-PaCS » d'organiser une marche « multiconfessionnelle et apolitique ». Pour les journalistes Christophe Forcari et Blandine Grosjean, « la foule, équipée de lodens, Barbour, serre-tête en velours pour les petites filles, semblait tout droit débarquée de Versailles, juste après la messe ». Pourtant, les organisateurs ont cherché à donner une image festive à la manifestation, avec des tee-shirts orange et verts, des chars multicolores et une sono qui passe notamment I Will Survive, longtemps hymne de la communauté homosexuelle.
D'abord mesurée, la marche connaît une bouffée de violences à l'arrivée devant le palais de Chaillot. L'association Act Up ayant installé sur la façade du bâtiment une immense banderole portant le mot « Homophobes », des manifestants se mettent à hurler « Les pédés, au bûcher ! », « Allez crever avec votre sida ! » et « J’vais t’crever ! » tandis que d'autres se jettent sur la banderole pour l'arracher, ce qu'ils parviennent à faire au bout d'une dizaine de minutes. Dans les jours qui suivent, ces propos n'intéressent pourtant guère les journaux, jusqu'à ce qu'Act Up menace d'« outer » un député homosexuel de droite qui a participé à la manifestation et qui a refusé de se désolidariser des discours homophobes tenus ce jour-là (voir plus bas),.

### La navette parlementaire (mars-juin 1999)

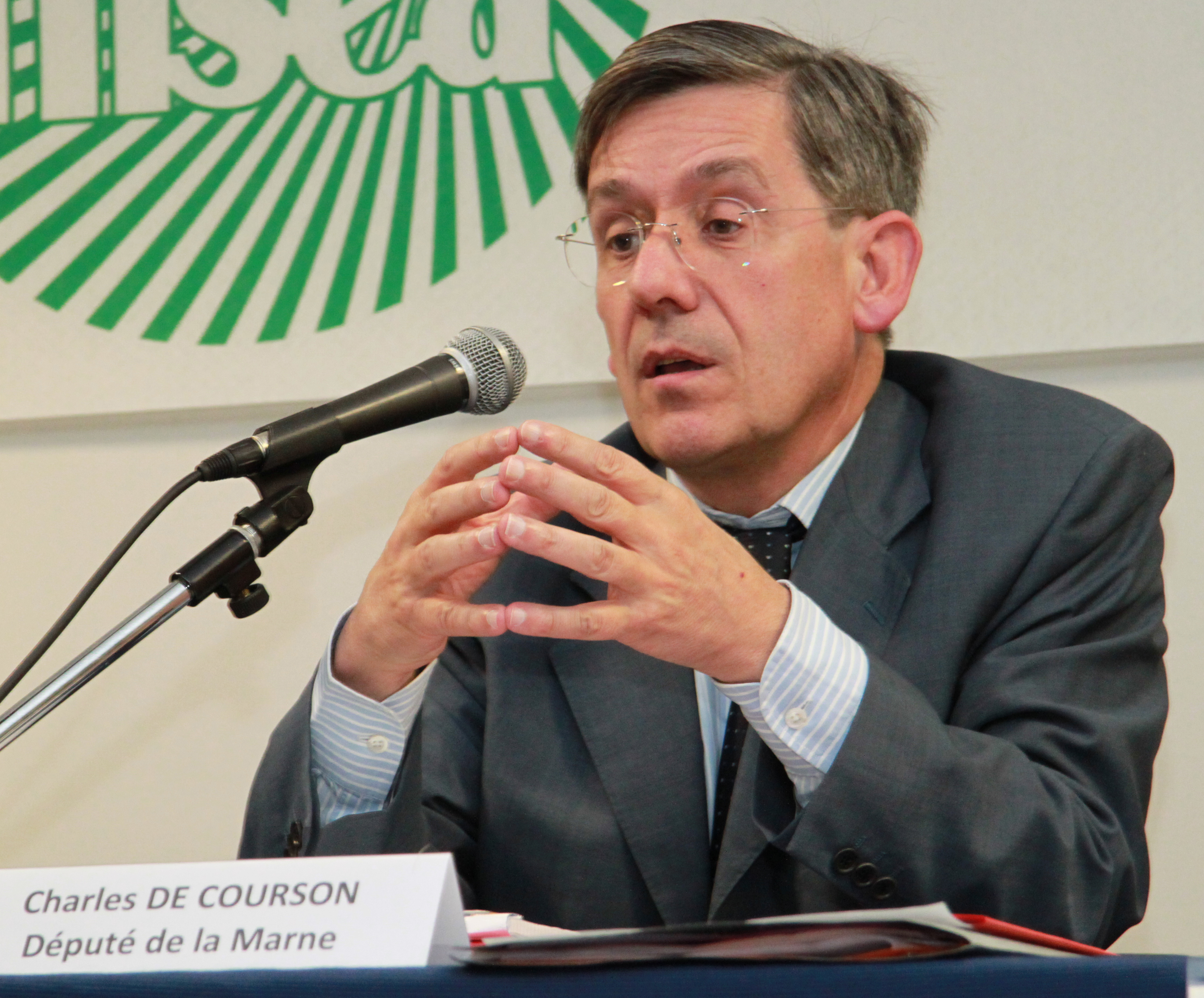
Pour le député Charles de Courson, le PaCS s'apparenterait à de la prostitution (1999).

Le texte du PaCS est proposé au Sénat, où la majorité est à droite, le 17 mars 1999. Dès avant le début des débats, la Commission des Lois de la Chambre haute lui propose une alternative : un simple renforcement du concubinage, qui serait désormais ouvert aux couples de même sexe et qui permettrait le transfert de bail aux partenaires survivants ainsi que le legs entre compagnons. En dépit de ce semblant d'ouverture, certains sénateurs n'hésitent pas à tenir des propos très violents contre les homosexuels. Le RPR Jean Chérioux voit ainsi dans le contre-projet de la droite la « légalisation d'une perversion de la nature ». Quant au MPF Bernard Seillier, il voit dans le PaCS la « quête pathétique des homosexuels à l’égard du mariage » et considère qu'il va « précipiter la société vers une aggravation de ses pathologies, déjà perceptibles par la drogue, les suicides ». Finalement, après deux jours de débats, les sénateurs rejettent le PaCS par 216 voix contre 99. Ils refusent, par ailleurs, d'ajouter la mention « sans distinction de sexe » à leur projet de loi sur le concubinage, ce qui leur vaut les critiques de Robert Badinter,.
Un projet amendé est donc présenté par le gouvernement devant l'Assemblée nationale le 30 mars 1999, c'est-à-dire en pleine Semaine sainte, ce que ne manque pas de déplorer Christine Boutin. Contrairement à la version précédente, il n'est plus ouvert aux fratries mais s'accompagne, par contre, d'un volet sur le concubinage, qui doit être accessible aux couples de même sexe et inscrit dans le code civil. Si la droite continue à rejeter le PaCS, la réforme du concubinage, qui s'inspire du texte voté par le Sénat, la divise davantage. Ainsi, pour madame Boutin, « inscrire [l'homosexualité] dans le code civil serait lui accorder une certaine valeur de modèle », ce qu'elle ne peut accepter. À l'inverse, Claude Goasguen se dit « pour reconnaître le concubinage homosexuel ». Moins pugnaces qu'en première lecture, les députés de droite continuent toutefois à affirmer, avec Christian Estrosi, que le projet du gouvernement « vise à affaiblir le mariage pour le remplacer peu à peu par le PaCS ». Le projet de loi est finalement adopté à l'Assemblée par 300 voix contre 253, le 8 avril.

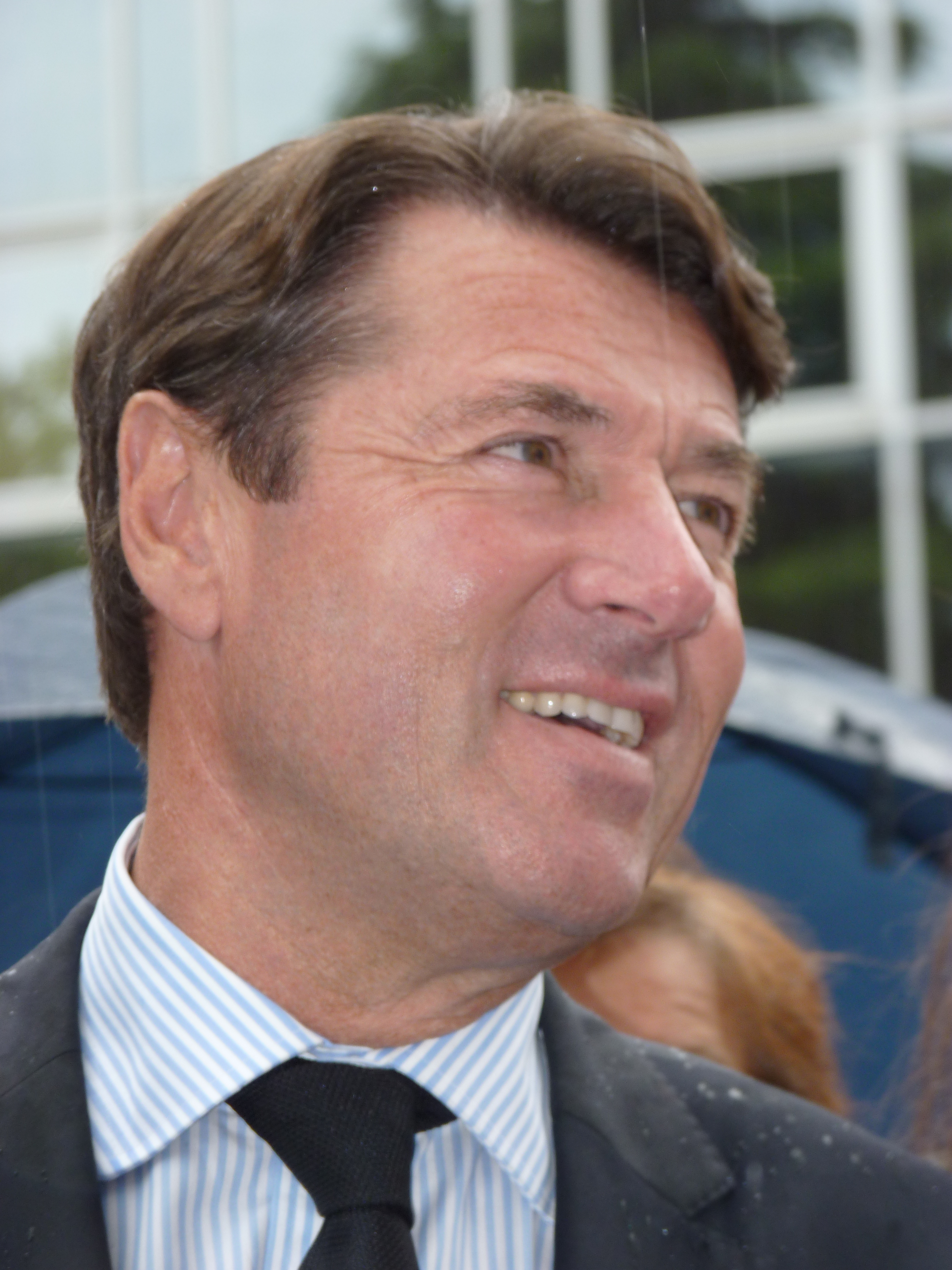
Pour le député Christian Estrosi, une société qui céderait […] pour accorder les mêmes droits à des couples homosexuels qu'à des couples mariés serait une société décadente (1999).

Le 11 mai suivant, le texte de l'Assemblée est présenté en seconde lecture au Sénat, qui le rejette immédiatement grâce à une motion de procédure. La Commission des Lois sénatoriale estime en effet que la loi qui lui est soumise est « inutile, dangereuse et inapplicable »,. Le 18 mai, une Commission mixte paritaire est donc mise en place mais échoue à trouver un compromis entre les deux chambres. Le texte revient alors en troisième lecture à l'Assemblée nationale le 8 juin. 300 amendements et 3 motions de procédure sont à nouveau présentés par la droite, qui continue à voir dans le PaCS une porte ouverte à l'adoption par les homosexuels, à la fraude fiscale, à la régularisation des clandestins, voire à la répudiation et à la prostitution. Ainsi, pour l'UDF Charles de Courson : « Si je veux faire un PaCS d'une demi-heure contre une soulte de 500 francs, ça s'appelle de la prostitution ». Sans surprise, le texte est pourtant approuvé une troisième fois par l'Assemblée nationale le 15 juin (par 300 voix contre 243).
Le 30 juin 1999, le PaCS revient devant le Sénat. C'est l'occasion pour le RPR Emmanuel Hamel de proposer qu'on le rebaptise « Pratique de contamination sidaïque »,. Après une nouvelle discussion animée, le texte est rejeté par 213 voix contre 102. La session parlementaire arrivant à sa fin, le renvoi du projet de loi devant l'Assemblée nationale est repoussé au mois d'octobre. Le combat des parlementaires anti-PaCS se poursuit malgré tout durant l'été. Le 23 juillet, le sénateur radical François Abadie demande ainsi, dans la question écrite n° 18 904, « qu'en aucun cas les cotisations et contributions diverses déjà payées par les citoyens normaux ne seront augmentées pour financer cette mascarade du PaCS ». Révélé par Le Canard enchaîné, qui ajoute qu'en privé, M. Abadie précise que « Les citoyens normaux n'ont pas à payer pour les pédés », ce document soulève l'indignation.

### Du Parlement au Conseil constitutionnel (octobre-novembre 1999)

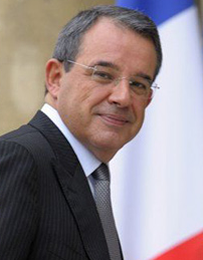
Selon le député Thierry Mariani, en matière d'immigration le PaCS constitue […] la voiture balai des régularisations (1999).

La lecture définitive du texte ayant été repoussée à l'automne, le PaCS est présenté une quatrième et dernière fois devant l'Assemblée nationale le 12 octobre 1999. Comme lors des débats précédents, les discussions sont houleuses et la droite réitère ses critiques contre le texte. Toujours aussi préoccupée par la question de la filiation, Christine Boutin voit dans le projet de loi « le préalable à l'adoption d'enfants [par des homosexuels] ». Thierry Mariani considère quant à lui qu'« en matière d'immigration le PaCS constitue à n'en pas douter la voiture balai des régularisations ». Enfin, Patrick Devedjian critique un texte qui « instaurerait une discrimination, un fichage des homosexuels ». En dépit des attaques de l'opposition, le PaCS est adopté par 315 voix contre 249 et 4 abstentions le 13 octobre. À droite, seuls les députés RPR Roselyne Bachelot et UDF Gérard Grignon votent en faveur de la réforme ; Philippe Séguin, Alain Madelin et Jean-Louis Borloo préfèrent s'abstenir. Au total, le débat parlementaire a duré 120 heures et donné lieu à sept moutures de loi, 2 161 amendements et une motion de procédure votée.
Le PaCS à peine approuvé, la droite dénonce un texte anti-constitutionnel, qui contreviendrait au principe d'égalité en conférant des avantages fiscaux aux contractants. Elle insiste par ailleurs sur le danger de fichage des homosexuels induit par la loi et fustige le non-respect, par la majorité socialiste, du règlement de l'Assemblée lors du vote,. Convaincus de leur bon droit, soixante députés et soixante sénateurs de l'opposition saisissent donc successivement le Conseil constitutionnel les 13 et 14 octobre. Pourtant, en dépit de leurs certitudes, les élus de droite sont censurés le 9 novembre. Les sages décident en effet que le législateur peut légitimement accorder des droits particuliers aux « personnes qui ne veulent ou ne peuvent se marier ». Surtout, ils considèrent que la notion de couple peut tout à fait s'appliquer à des personnes de même sexe, que « les dispositions du pacte civil de solidarité ne mettent en cause aucune des règles relatives au mariage [...] et ne portent pas atteinte à la nécessaire protection de la famille »,.
Très critique vis-à-vis du PaCS, dans lequel il voit « une formule inadaptée aux besoins de la famille car il ne reconnaît pas la valeur de l'engagement et ne comporte aucune sécurité », le président de la République Jacques Chirac est donc contraint de le promulguer, ce qu'il fait le 15 novembre 1999.

## Depuis l'adoption

### Une rapide acceptation par la droite
Malgré leurs positions souvent très dures durant le débat parlementaire, la plupart des hommes et des femmes politiques de droite finissent par reconnaître la légitimité du PaCS durant les semaines, les mois ou les années qui suivent son adoption,. Selon certains analystes, c'est même durant l'été 1999 (c'est-à-dire bien avant le vote de la loi) que les choses commencent à changer à l'intérieur des principaux partis de droite. Dès le 28 août, Nicolas Sarkozy déclare ainsi, à l'occasion de l'université d'été des jeunes RPR, que « le monde a changé, la France a bougé. Il est largement venu le temps de nous adapter, de nous moderniser ». Dans les mêmes moments, les jeunes UDF critiquent directement Christine Boutin et les « lobbies extrémistes qui se sont emparés du débat du PaCS », obligeant Philippe Douste-Blazy à leur répondre que la pensée de madame Boutin est « pour une partie honnête, pour une partie homophobe »,. Pourtant, à ce moment-là, « être contre le PaCS n'est pas ringard » à droite, si l'on en croit le député Claude Goasguen.

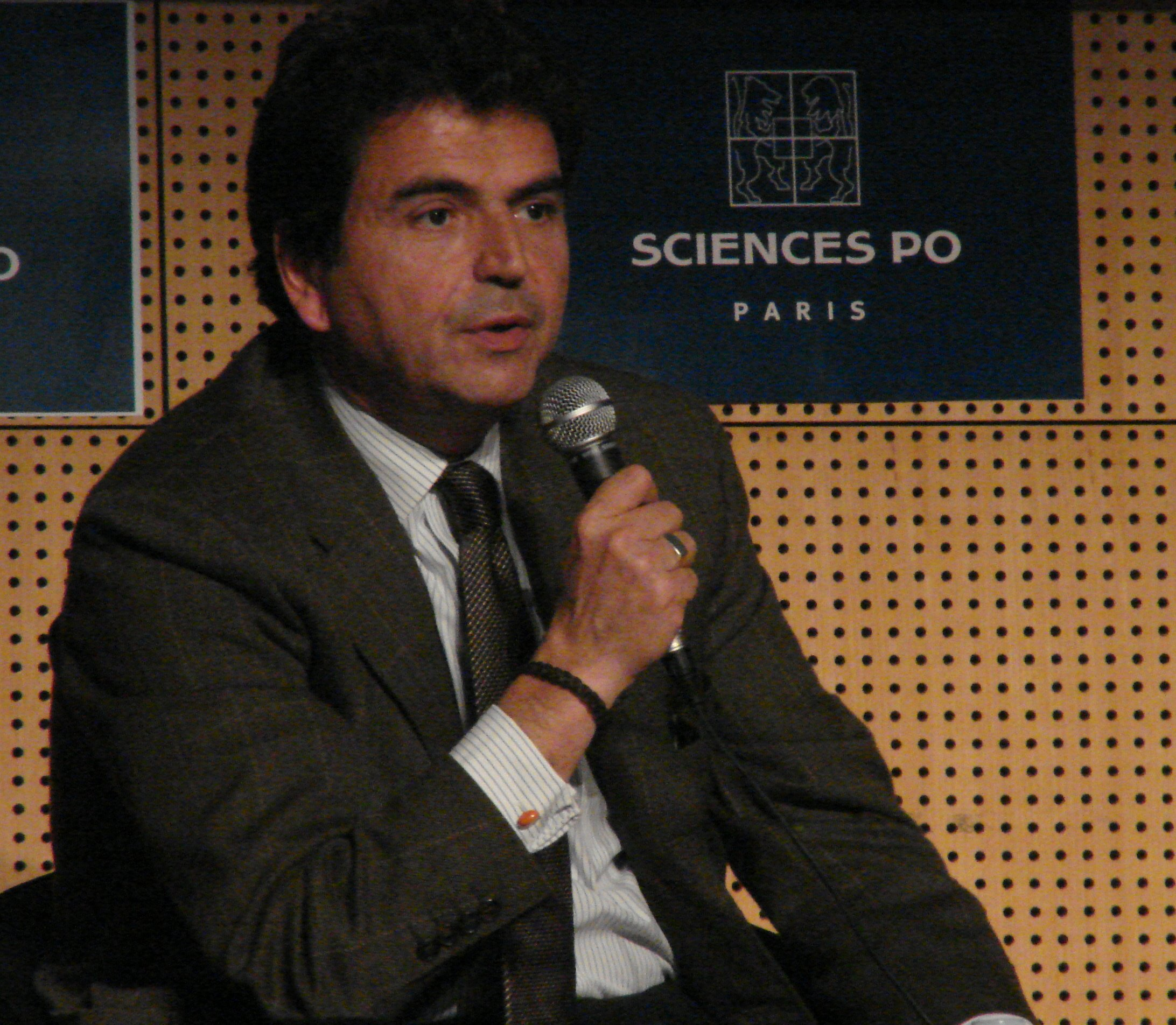
Après avoir proposé de stériliser les homosexuels en 1999, le député anti-PaCS Pierre Lellouche se montre favorable au mariage homosexuel en 2013.

Les choses évoluent rapidement, cependant. En octobre 2000, le PaCS est en application depuis seulement un an lorsque Philippe Séguin, alors candidat à la mairie de Paris, reconnaît que le nouveau statut est « un succès » et qu'il représente désormais « la loi de la République ». Mieux encore, l'ancien président du RPR qualifie les débordements qui ont émaillé les débats parlementaires de « propos d’après boire » et se déclare prêt à voter une loi contre l'homophobie,. Au fil des années, de plus en plus d'« anti-PaCS » adoptent une ligne équivalente. En 2006, Jean-Marie Le Pen déclare par exemple : « Je ne vois pas beaucoup d'intérêt à cette formule, mais dans le fond, si elle permet à certaines personnes de se témoigner réciproquement de leurs intérêts matériels, je ne vois pas d'inconvénient ». Or, à l'époque, le PaCS est encore promis à l'abrogation par le programme du Front national. En 2008, Christian Estrosi, qui avait déclaré qu'« une société qui céderait à la provocation de ces défilés exhibitionnistes pour accorder les mêmes droits à des couples homosexuels qu’à des couples mariés serait une société décadente », ouvre les portes de sa mairie aux cérémonies de PaCS et explique : « Je veux offrir à deux êtres qui s’aiment la possibilité de ne pas se priver ». Enfin, en 2013, Pierre Lellouche, qui s'était pourtant fait remarquer, lors des débats du PaCS, en s'exclamant, à propos des homosexuels, « Il n'y a qu'à les stériliser ! », refuse de voter contre le « mariage pour tous » et déclare : « Je respecte la liberté de deux adultes de même sexe, liés par des sentiments amoureux, de construire leur vie ensemble et de voir leur union pleinement reconnue par la société. Je confesse que sur ce point, j’ai personnellement évolué au fil de ces dernières années, comme d’ailleurs beaucoup de nos concitoyens ».
Ce changement d'attitude s'explique avant tout par la rapide évolution de la société française, qui adopte le PaCS en seulement quelques années. Ainsi, alors qu'en 2000, 42 % des couples qui concluent un partenariat enregistré sont homosexuels, ils ne sont plus que 6 % en 2009. Surtout, à l'échelle nationale, le nombre de pacsés augmente (ils sont un million en 2010) et il y a presque autant de PaCS que de mariages qui sont conclus chaque année (195 000 PaCS pour 249 000 mariages en 2010, soit environ trois PaCS pour quatre mariages),.

### L'amélioration du PaCS comme rempart au «mariage pour tous»

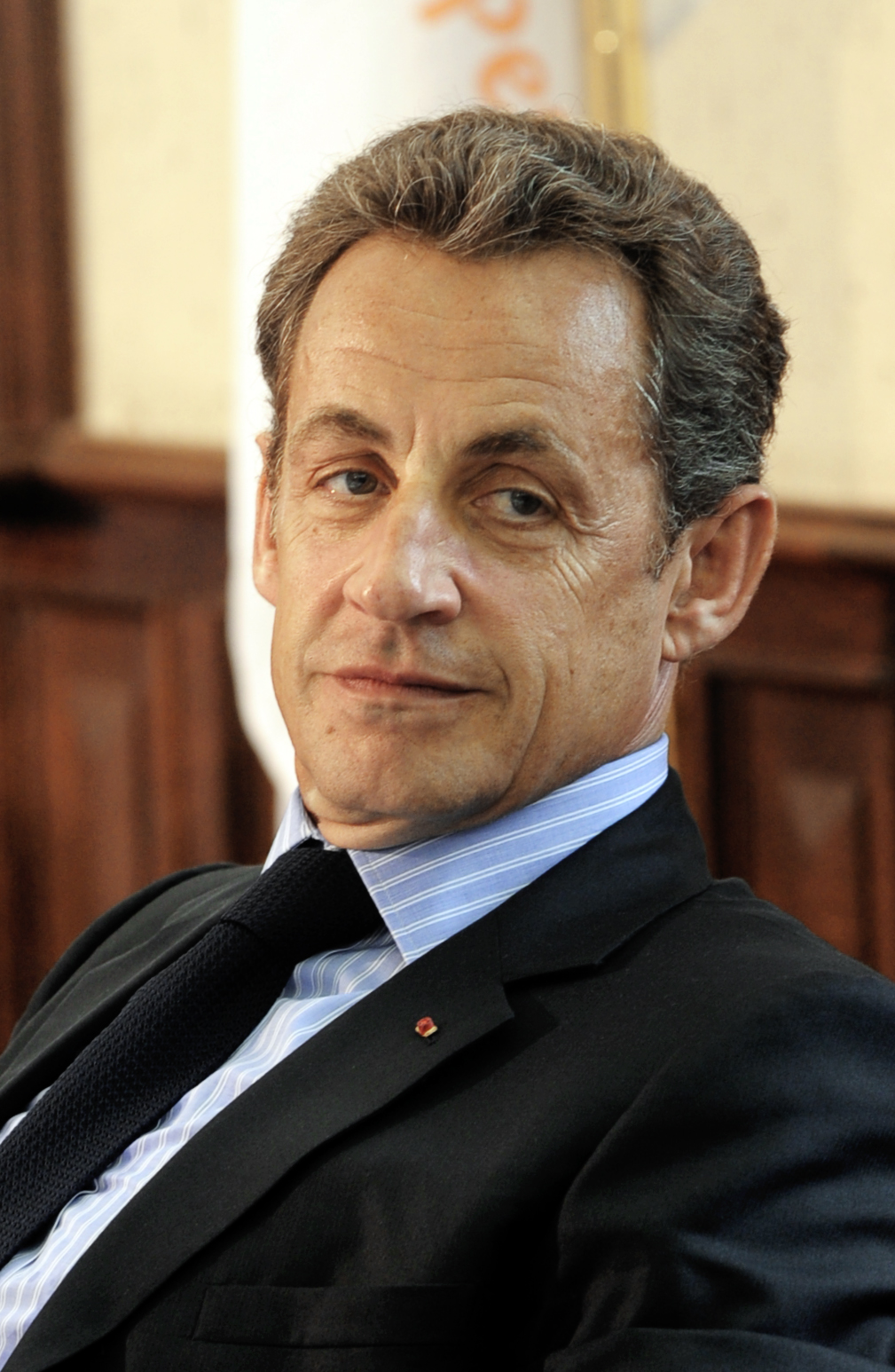
Alors que Christine Boutin s'offusque des améliorations successives du PaCS, le ministre Nicolas Sarkozy aligne en 2004 le régime fiscal des pacsés sur celui des mariés.

Durant la campagne présidentielle de 2002, Jacques Chirac déclare à des journalistes du magazine Têtu qu'il « n’envisage pas du tout de remettre en cause le PaCS » et ajoute qu'« une réflexion mérite d’être menée sur plusieurs points » car le texte « ne résout pas, loin s’en faut, tous les problèmes rencontrés par les couples homosexuels, notamment en ce qui concerne le logement et les successions ». Une fois réélu cependant, le président tarde à réaliser les améliorations qu'il avait suggérées lors de son interview. C'est seulement à partir de juin 2004 et la célébration, par Noël Mamère, du « mariage de Bègles », autrement dit du premier mariage entre deux personnes du même sexe en France, que la réforme du PaCS redevient une priorité pour M. Chirac et son gouvernement. Un groupe de réflexion est alors mis en place pour aboutir à un « PaCS amélioré » et le ministre des Finances Nicolas Sarkozy aligne le régime fiscal des pacsés sur celui des mariés dès septembre suivant. Un projet de réforme plus complet est finalement présenté au Parlement en 2006 : il permet de réduire les différences entre le PaCS et le mariage, notamment en matière de régime des biens, de succession et d'inscription sur les actes de naissance mais pas en ce qui concerne les pensions de réversion. Assez bien accueilli par la communauté LGBT, ce nouveau texte soulève l'indignation de Christine Boutin, qui déplore que « les améliorations successives du PaCS le rapprochent du statut juridique du mariage, ouvrant toujours plus la voie au mariage des personnes homosexuelles et à l'adoption ». Pour des raisons diamétralement opposées, il déclenche également les critiques du Parti socialiste, qui considère qu'avec ce texte, la droite « espère fermer à moindre coût le débat sur l'ouverture du mariage aux couples de même sexe ».

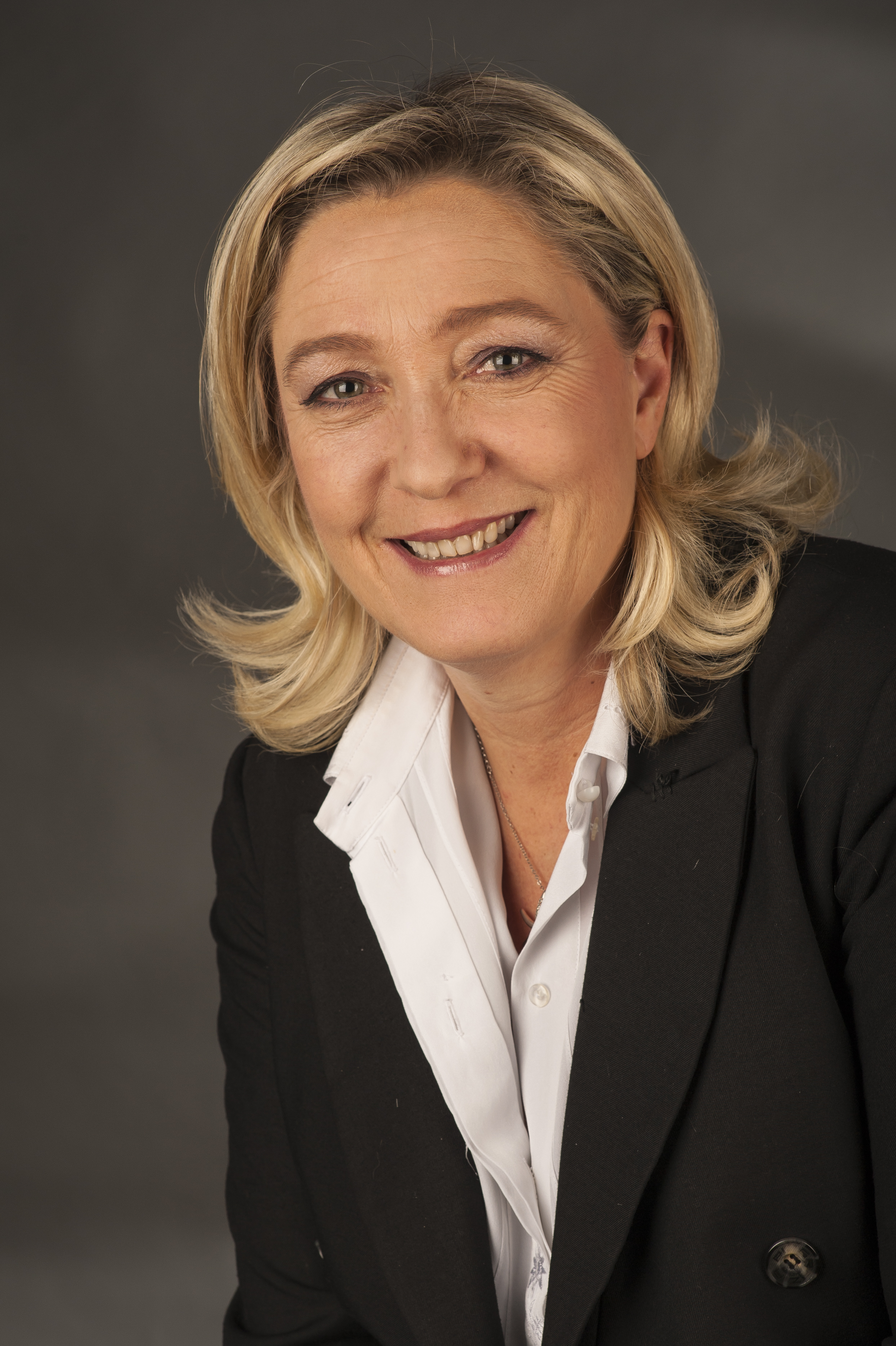
Opposée au « mariage pour tous » qu'elle compte abolir, Marine Le Pen promet en 2013 un PaCS amélioré pour 2017.

Au fil des années, la question du « mariage gay » anime de plus en plus la société française et la totalité des candidats à l'élection présidentielle de 2007 finit par se positionner sur ce thème. La socialiste Ségolène Royal se déclare ainsi en faveur des mariages de même sexe en juin 2006 tandis que l'UMP Nicolas Sarkozy s'y oppose et évoque la création d'une « union civile » réservée aux homosexuels en septembre suivant,. Une fois M. Sarkozy élu président, il n'est plus question, à droite, de modifier le PaCS et un projet socialiste visant à faire bénéficier les pacsés de la pension de réversion échoue en 2010. Malgré tout, un toilettage du texte opéré en 2011 permet de signer un PaCS devant un notaire au lieu du tribunal d'instance. L'idée de faire évoluer le PaCS revient finalement, à droite, au moment de l'élection présidentielle de 2012. Le président Sarkozy affirmant n'avoir pu concrétiser son projet d'union civile pour cause d'inconstitutionnalité, il évoque la mise en place de cérémonies de PaCS en mairie pour les couples homosexuels. Or, à l'époque, de telles cérémonies existent déjà dans de nombreuses villes et séduisent peu les couples LGBT. La proposition du candidat UMP apparaît donc comme bien timide en comparaison de celle de son rival socialiste, François Hollande, qui parle déjà du « mariage pour tous ».
François Hollande ayant été finalement élu président, commencent les débats sur la reconnaissance du mariage homosexuel et de l'homoparentalité. Au parlement comme dans la rue, les ennemis de la réforme s'y opposent avec virulence et, à droite, seule une minorité d'élus soutient le projet présidentiel. Une partie de l'opposition défend, par contre, des projets alternatifs au « mariage pour tous » et l'idée d'un « PaCS amélioré » refait alors son apparition. En octobre 2012, le député Daniel Fasquelle présente ainsi un projet d'« alliance civile » censé être « une vraie réponse aux couples homosexuels et non pas un sous-mariage comme a pu parfois apparaître le Pacte civil de solidarité ». L'idée, qui se situe dans la continuité de l'« union civile » de Nicolas Sarkozy, séduit plusieurs personnalités du monde politique, comme Axel Poniatowski et Nathalie Kosciusko-Morizet, ainsi que Frigide Barjot, l'une des principales figures de l'opposition au « mariage pour tous ». L'« alliance civile » reçoit toutefois un soutien très modéré parmi les ennemis du mariage gay, et finit par être enterrée par la majorité socialiste, qui y voit un risque de « discrimination ».
Après le vote de la loi instituant le mariage des personnes de même sexe (loi Taubira) le 23 avril 2013 et sa validation par le Conseil constitutionnel le 17 mai suivant, plusieurs personnalités de droite et d'extrême droite promettent de revenir sur la réforme après leur arrivée au pouvoir,. Parmi ceux-ci, certains reprennent une fois encore l'idée d'une union civile. C'est notamment le cas de Marine Le Pen, qui déclare au micro d'Europe 1 qu'elle va « mettre en œuvre un PaCS amélioré » en 2017 car, pour elle, « c'était la revendication de l'immense majorité des homosexuels ».

### Une opposition catholique qui perdure en partie

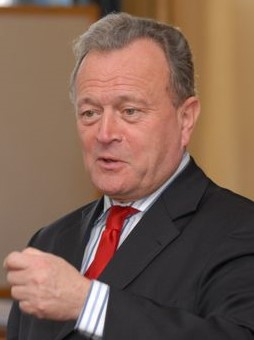
Pour le député catholique Christian Vanneste, le PaCS est certainement l’un des textes les plus stupides, les plus néfastes qui aient été votés (2009).

En 1998-1999, l'Église catholique se pose comme l'un des adversaires les plus résolus du projet de Pacte civil de solidarité. La Conférence des évêques de France qualifie ainsi le texte de « loi inutile et dangereuse » et proclame qu'« il n'y a pas d’équivalence entre la relation de deux personnes du même sexe et celle formée par un homme et une femme »,. Par la suite, les autorités ecclésiastiques soutiennent activement les « anti-PaCS », même si elles s'abstiennent de défiler à leurs côtés. Aussi, lorsque le texte est définitivement adopté par l'Assemblée nationale, la Conférence des évêques rappelle son opposition et affirme que « ce n'est pas parce que la loi est désormais votée que l'on peut porter sur elle une appréciation positive ».
Dans les réseaux et les médias catholiques conservateurs, l'opposition se poursuit donc, comme le montre l'exemple des déclarations de Tugdual Derville, délégué d'Alliance VITA, une association luttant principalement contre le droit à l'avortement. En 2000, ce dernier explique ainsi que « le PaCS fait croire qu'on peut fonder une famille sans engagement. C'est une illusion, un contrat instable et qui ne peut pas, dans le cas de personnes du même sexe, donner la vie. C'est l'opposé de la famille ». En 2005, le militant catholique décrit le PaCS comme le « véritable cheval de Troie des nouvelles revendications du lobby homosexuel en Europe » et rappelle que « le motif principal de la mobilisation contre le PaCS, c’est bien la menace de la « parentalité gay ». En 2006, M. Derville affirme que la signature du PaCS en mairie « entretiendrait davantage encore la confusion institutionnelle » et déplore le « lynchage médiatique » subi par les élus locaux opposés à cette mesure en 1998. En 2007, il renouvelle en partie ses critiques. Réduisant le PaCS à un contrat de convenance, il précise que « dans la fonction publique on se pacse à qui mieux mieux pour obtenir ou éviter une mutation » avant de déplorer que « les gouvernements, désireux d’amadouer le lobby homosexuel, n’y sont pas allés de main morte, alignant par touches successives le PaCS sur le mariage en matière fiscale et patrimoniale ». En 2011, M. Derville réaffirme que « le PaCS concurrence sérieusement le mariage civil » mais il craint désormais surtout qu'« en s’appropriant le mariage civil, le lobby homosexuel [puisse] achever de le vider de sa substance ». Enfin, en 2013, il s'oppose vigoureusement à l'idée d'un « PaCS amélioré » car, selon lui, « tous les succédanés de mariage fragilisent le lien parents-enfants, avec surtout un risque d’effacement des pères ».

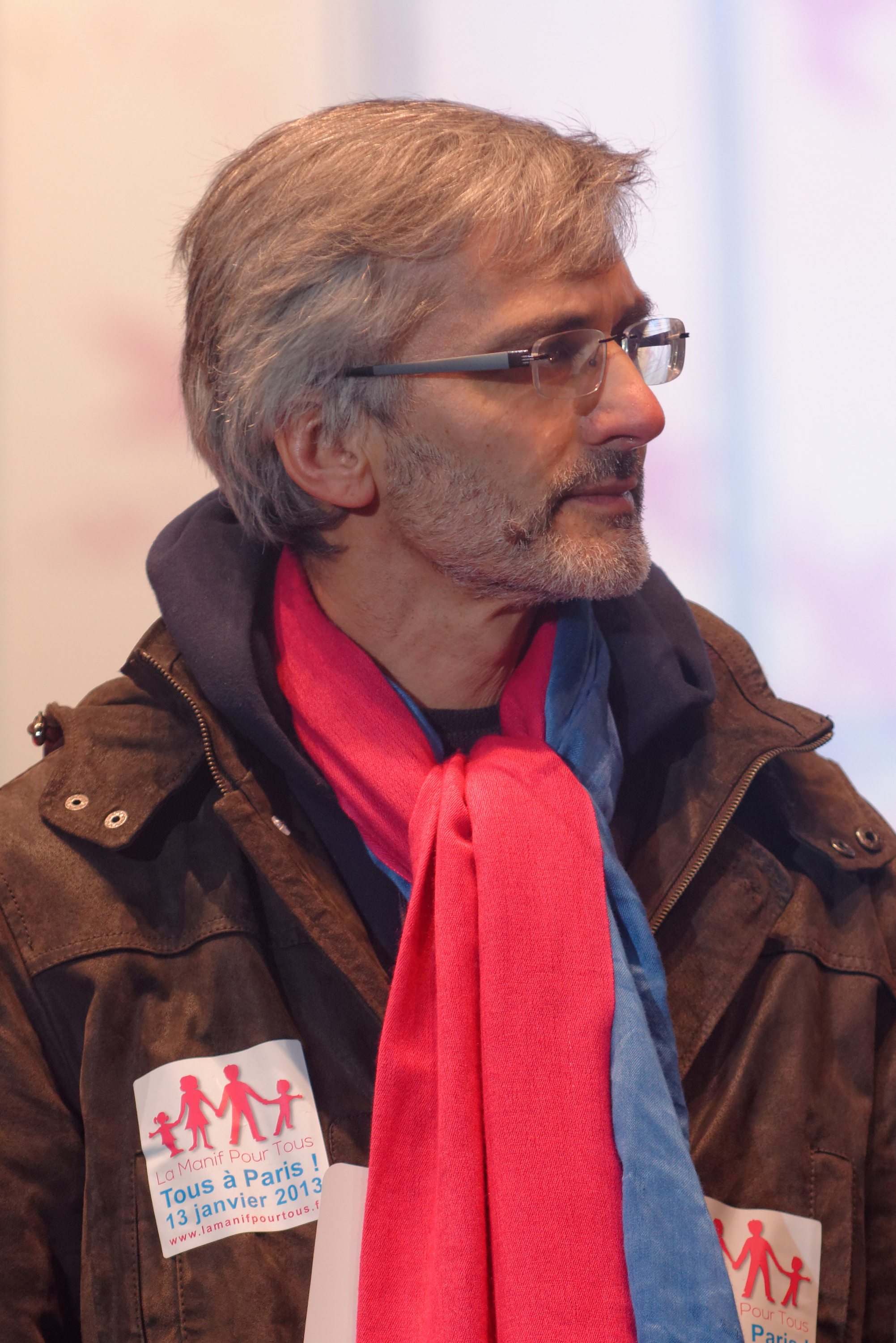
Pour le militant catholique Tugdual Derville, le PaCS est le véritable cheval de Troie des nouvelles revendications du lobby homosexuel (2005).

Beaucoup d'autres catholiques tiennent un discours comparable à celui de M. Derville. En 2009, le dixième anniversaire du PaCS est ainsi l'occasion, pour plusieurs personnalités et médias chrétiens, de réaffirmer leur rejet du texte. Désormais présidente du Parti chrétien-démocrate, Christine Boutin déclare par exemple au Journal du dimanche que « le PaCS n'est pas un progrès » car il « ne répondait pas à une demande, même émanant des homosexuels, [et] il est bien évident qu'il est venu fragiliser le mariage ». Dans le même temps, le député catholique Christian Vanneste déclare au même journal que « le PaCS est certainement l’un des textes les plus stupides, les plus néfastes qui aient été votés dans le cadre de la Ve République. C’est une loi absolument désastreuse, qui torpille la famille »,. De son côté, le théologien Xavier Lacroix affirme que « l’objet du PaCS n’est pas la fondation d’une famille » et précise que c'est heureux car « ce contrat n’assure aucun engagement à durer ! ». Plus alarmiste, le prêtre psychanalyste Tony Anatrella considère que « ce n'est pas [avec un contrat comme le PaCS] que l'on construit une société pacifiée. Bien au contraire, on crée les conditions même de son insécurité, de ses déliaisons et des conduites réactionnelles dont témoignent les multiples violences qui se développent notamment dans la population juvénile ». Du côté des grands médias catholiques, le discours n'est guère plus nuancé. Le magazine Famille chrétienne considère, par exemple, que « le Pacte civil de solidarité [...] menace toujours plus le mariage civil ». Moins critique, le journal La Croix déclare tout de même que le PaCS « porte en germe, parce qu'il apparaît plus facile à rompre qu'un mariage, l'idée d'une certaine précarité ». Il ajoute également qu'« en dix ans, le nombre de PaCS a crû régulièrement tandis que celui des mariages s'érode légèrement. Ceux qui redoutaient une concurrence pour le mariage ne se trompaient donc pas ».
En dépit de ces discours très durs, une partie des chrétiens adopte, au fil des années, une position beaucoup plus favorable au PaCS. Principale voix discordante au sein des médias catholiques lors du dixième anniversaire du contrat, l'hebdomadaire Témoignage chrétien présente ainsi la loi comme une avancée dans une France qui continue à discriminer au quotidien les personnes homosexuelles. Parallèlement, une petite minorité de prêtres (comme le « curé des loubards » Guy Gilbert) accepte de bénir des pactes civiles lors de cérémonies privées[réf. nécessaire]. Les débats qui accompagnent la reconnaissance du « mariage pour tous » marquent une véritable évolution dans le regard que porte une partie de l'Église sur le PaCS. Le 19 septembre 2012, l'évêque de Nanterre Gérard Daucourt déclare ainsi, sur France Inter : « Moi une union homosexuelle, moi, je veux bien écouter, reconnaître, accompagner. [...] Je ne veux pas qu’on appelle cela mariage, c’est tout. […] Alors, il y a le PaCS, je crois qu’on peut l’améliorer. Voilà, je serais plutôt dans cette ligne-là ». Il reste que de pareils propos continuent à choquer les catholiques conservateurs qui, comme l'association Avenir de la Culture, rejettent toute forme de reconnaissance sociale de l'homosexualité et accusent les prélats les plus libéraux de « relativisme »,.

## Principaux arguments des opposants

### «Un projet issu du«lobby gay»qui n'intéresse pas la majorité des homosexuels»

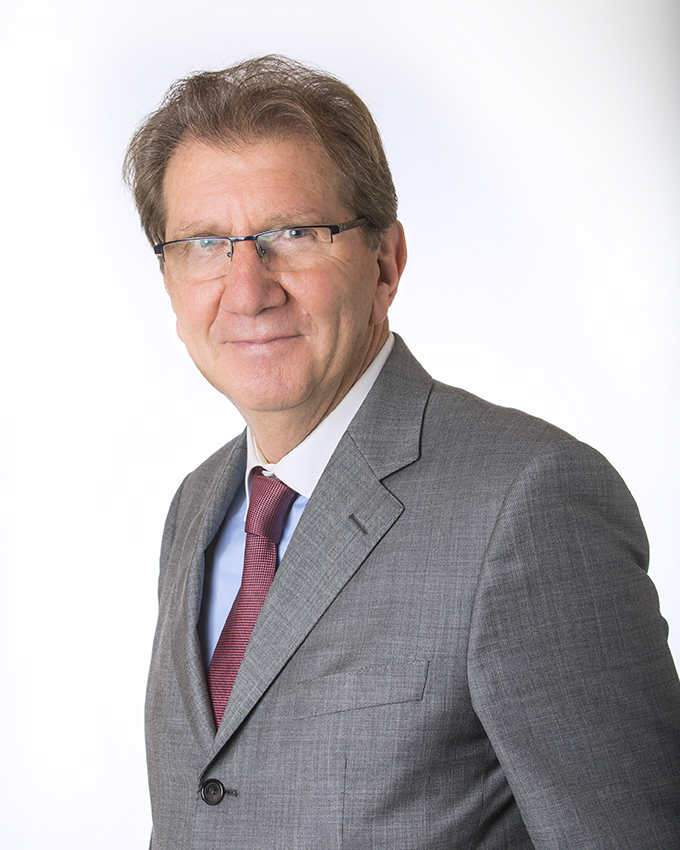
Pour le député Guy Teissier, le PaCS a été inventé par un député gay pour satisfaire le lobby homosexuel (1998).

L'un des arguments les plus souvent utilisés contre le PaCS et, plus tard, contre le « mariage pour tous », est qu'ils seraient le fruit d'un groupe de pression LGBT, décrit par l'hebdomadaire d'extrême droite Minute comme « une poignée de khmers roses aux commandes d’un « lobby gay », auto-proclamé porte-parole d’une minorité homosexuelle… qui ne représente, elle-même, qu’une infime part de la population française » (environ « 0,5 % », selon le journal). Or, ce lobby gay serait « organisé en une multitude d’associations constituant une mouvance extrêmement active, [qui] bénéficie de puissants relais dans le monde associatif et professionnel, comme au sein des partis politiques et des médias ». En ce sens, le PaCS n'aurait aucune légitimité et ne correspondrait pas à une demande de la société française, très majoritairement hétérosexuelle. C'est ce que sous-entend, dès 1998, le député libéral Guy Teissier lorsqu'il déclare que « le PaCS a été inventé par un député gay [Jean-Yves Autexier] pour satisfaire le lobby homosexuel ». Mais c'est également ce qu'affirme une association catholique comme ICHTUS lorsqu'elle présente un « ordre de bataille du lobby pro-PaCS » constitué d'une nébuleuse de mouvements homosexuels.
Tout en insistant sur son caractère profondément « communautariste », de nombreux ennemis du PaCS présentent le texte comme n'intéressant pas les homosexuels eux-mêmes. Volontiers décrits comme libertaires et farouchement opposés à toute forme d'engagement, ces derniers sont alors présentés comme les meilleurs avocats du mouvement des anti-PaCS. En 2009, Christine Boutin utilise ainsi le faible pourcentage de PaCS homosexuels (6 % du total des contrats signés) pour expliquer que les couples de même sexe « aspiraient seulement à vivre leur vie tranquillement » et affirmer que « le PaCS ne répondait pas à une demande, même émanant des homosexuels ». Elle accuse en outre « le lobby homosexuel, très actif et très virulent » d'avoir « donné un tour passionnel au débat politique » de 1998-1999.

### «Un mariage-bis, inutile et inférieur à l'original»

Pour la sociologue Irène Théry, le PaCS institue une union de seconde zone (1999).

Les opposants au PaCS le décrivent régulièrement comme un « sous-mariage », soit trop différent de l'original, soit au contraire trop proche de lui.
Favorable à la reconnaissance des couples homosexuels via le concubinage mais très critique vis-à-vis de l'institutionnalisation de leurs unions par un texte de loi,, la sociologue Irène Théry estime, par exemple, que le PaCS « institue une union de seconde zone » à destination des homosexuels. Elle souligne en effet les faiblesses d'un texte qui offre « peu de protection juridique en cas de rupture et pas de statut d'héritier ». Elle rappelle par ailleurs que, « quand on se marie, on a tout de suite des droits [alors que] quand on se pacsera, il faudra attendre de longs mois, voire deux années [pour être protégés] ». Enfin, la chercheuse insiste sur le fait que « les taux et les tranches de la fiscalité sur l'héritage [des pacsés] ont été calculés de façon à ne jamais égaler ceux dont bénéficient les gens mariés », ce qui met en place une inégalité entre les couples (1999).
Pour des raisons diamétralement opposées, l'évêque Pierre d'Ornellas qualifie, en 2004, le PaCS de « parodie de mariage » qui « insulte ceux qui savent ce qu'est réellement l'engagement ». Déplorant la facilité avec laquelle un PaCS peut être rompu, le prélat y voit une forme de « cynisme » de la part des « personnes homosexuelles ». Il considère par ailleurs que le PaCS, à travers son régime d'indivision, « lie les biens, jamais les personnes » alors que « le mariage hétérosexuel a un contenu, une promesse qui dépasse largement le caractère contractuel de l'engagement ».

### «La voie à l'homoparentalité et à la pédophilie»

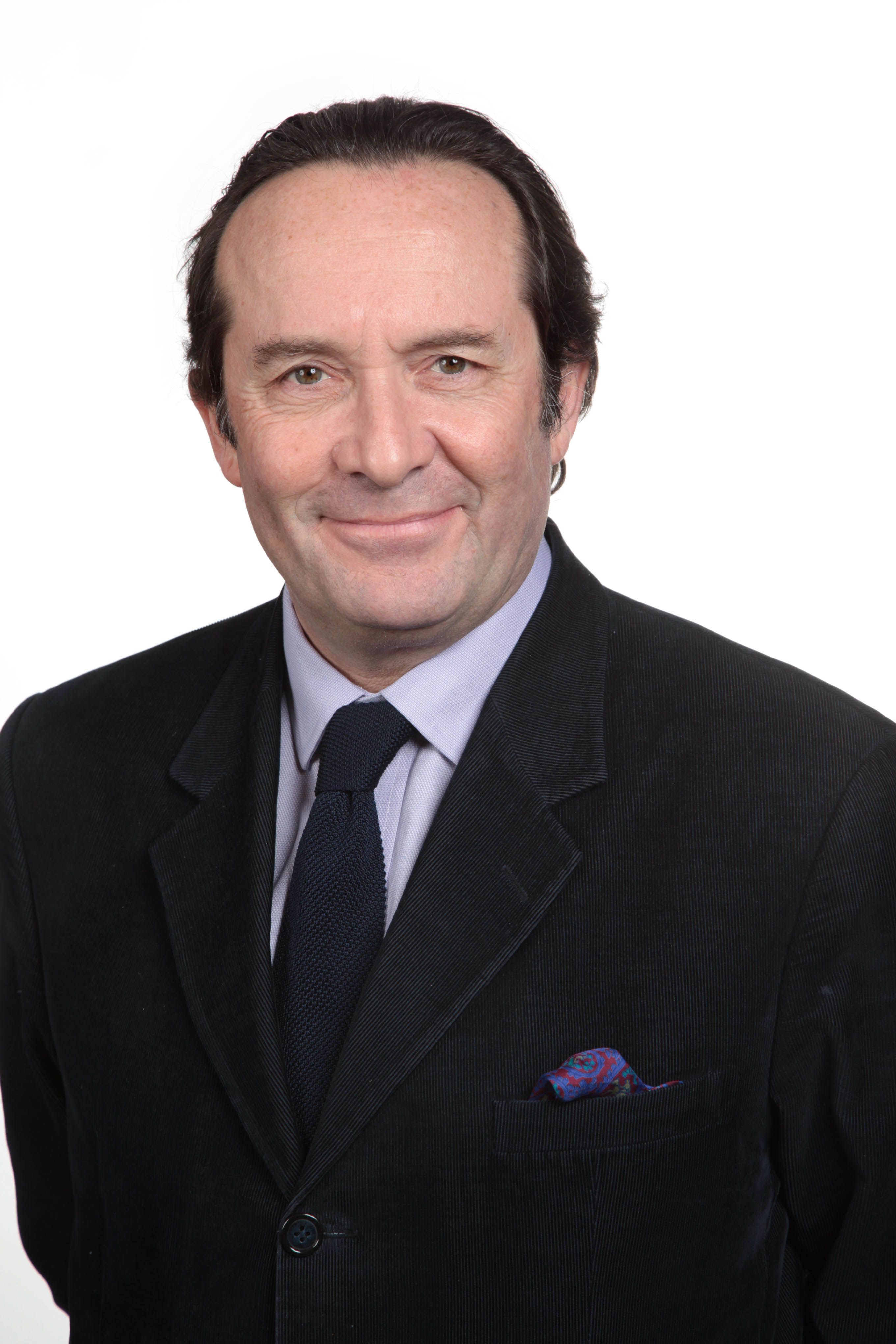
En 1999, le député Pierre Bédier s'interroge : si on autorise le PaCS, comment va-t-on définir le crime de pédophilie ?.

L'un des arguments les plus souvent mis en avant par les opposants au PaCS est que cette nouvelle forme d'union ouvrirait aux homosexuels le droit d'adopter, ce qui constituerait un danger pour les enfants. Dans son livre Le Mariage des homosexuels ? (1998), Christine Boutin considère ainsi que, sous le prétexte de « résoudre les problèmes matériels de gens qui ont choisi de vivre ensemble », le PaCS vise en réalité à « permettre l'union légale des homosexuels avec, à terme, la possibilité pour eux d'adopter des enfants ». Or, pour madame Boutin comme pour nombre d'« anti-PaCS », un enfant doit impérativement être élevé par un homme et une femme pour se développer correctement.
Pourtant, comme l'indique le professeur de droit Jacques-A. Nourrissat dans un article paru en 1999, le PaCS ne remet nullement en cause les règles de la filiation et ne confère aucun droit à l'adoption ou à une autre forme d'homoparentalité. Le juriste fait par ailleurs remarquer que « le code civil [...] n'exclut nullement l'adoption, tant plénière que simple, d'un enfant par un homosexuel, que ce dernier vive en couple ou non ». Au contraire, « l'adoption peut être demandée par toute personne âgée de plus de trente ans », qu'elle soit célibataire ou en couple, hétérosexuelle ou homosexuelle. Malgré tout, le code civil français n'autorise pas, à l'époque et jusqu'en 2013, l'adoption d'un enfant par deux personnes de même sexe, et le PaCS ne change en rien cet état de fait.
Derrière ce refus d'un PaCS qui ouvrirait l'adoption aux couples homosexuels se cachent toutefois deux craintes beaucoup plus graves : celle de transformer les enfants en marchandises et de favoriser, par la même, la pédophilie. Pour nombre d'opposants au PaCS, et plus tard au « mariage pour tous », les couples d'hommes seraient en effet voués à violer les enfants et à les réduire en objets sexuels. C'est tout du moins ce qu'on peut déduire de l'interrogation du député Pierre Bédier en 1999 (si on autorise le PaCS, « comment va-t-on définir le crime de pédophilie ? ») ou des déclarations du député Christian Vanneste en 2010 (« l'opposition outrancière entre pédophilie et homosexualité n'est pas fondée »).

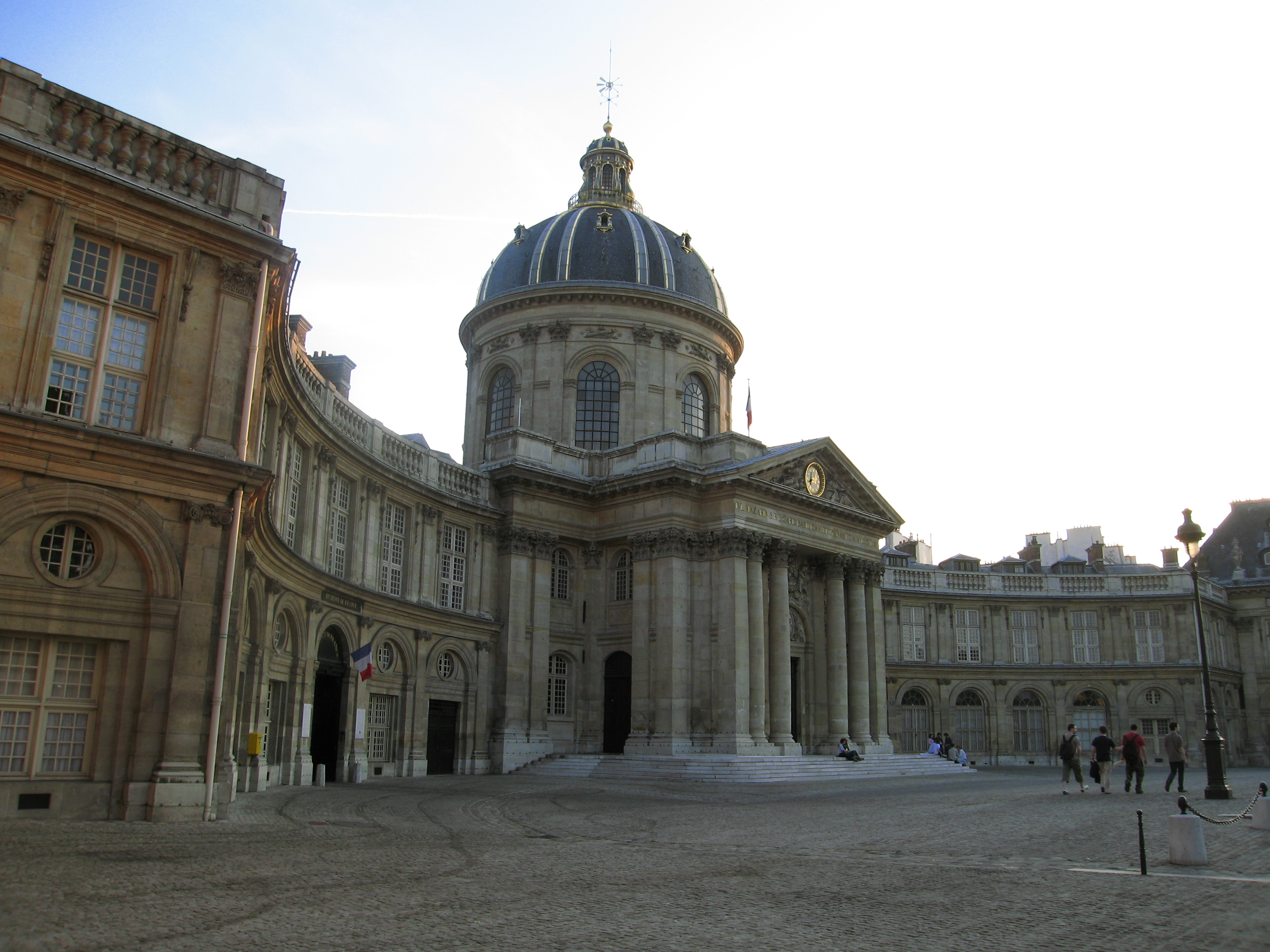
Pour l'Académie des sciences morales et politiques, le PaCS ouvrira des risques de répudiation, de polygamie, voire d'incestes (1998).

### «La voie à la zoophilie, l'inceste, la polygamie et la prostitution»
Pour nombre d'opposants au PaCS, la reconnaissance des couples homosexuels par la loi risque de renverser complètement l'ordre moral et d'entraîner la légalisation de toutes les déviances sexuelles réprouvées par la société. Bien qu'ayant elle-même épousé son cousin germain,, Christine Boutin s'alarme, par exemple, que la loi puisse un jour reconnaître l'inceste et déclare : « après tout, si on institutionnalise des relations sexuelles entre deux hommes, je ne vois vraiment pas au nom de quel ordre moral on ne l'autoriserait pas entre frères et sœurs » (3 novembre 1998). Considérant l'homosexualité comme « une perversion sexuelle », le député Jacques Myard place, quant à lui, sur le même plan reconnaissance des couples LGBT et zoophilie en pleine séance parlementaire (7 novembre 1998). De son côté, Charles de Courson s'inquiète que les « PaCS-express » (autrement dit les PaCS de courte durée) ne cachent en réalité une légalisation de la prostitution (10 juin 1999). Finalement, c'est sans doute l'Académie des sciences morales et politiques qui résume le mieux les craintes des opposants au PaCS lorsqu'elle déclare, en mai 1998, qu'il s'agit d'« un projet qui entraînera des détournements de successions, de nationalité, de fiscalité, ouvrira des risques de répudiation, de polygamie, voire d'incestes, et produira des conséquences dévastatrices ».

### «Un coût pour la société et la porte ouverte à l'immigration»

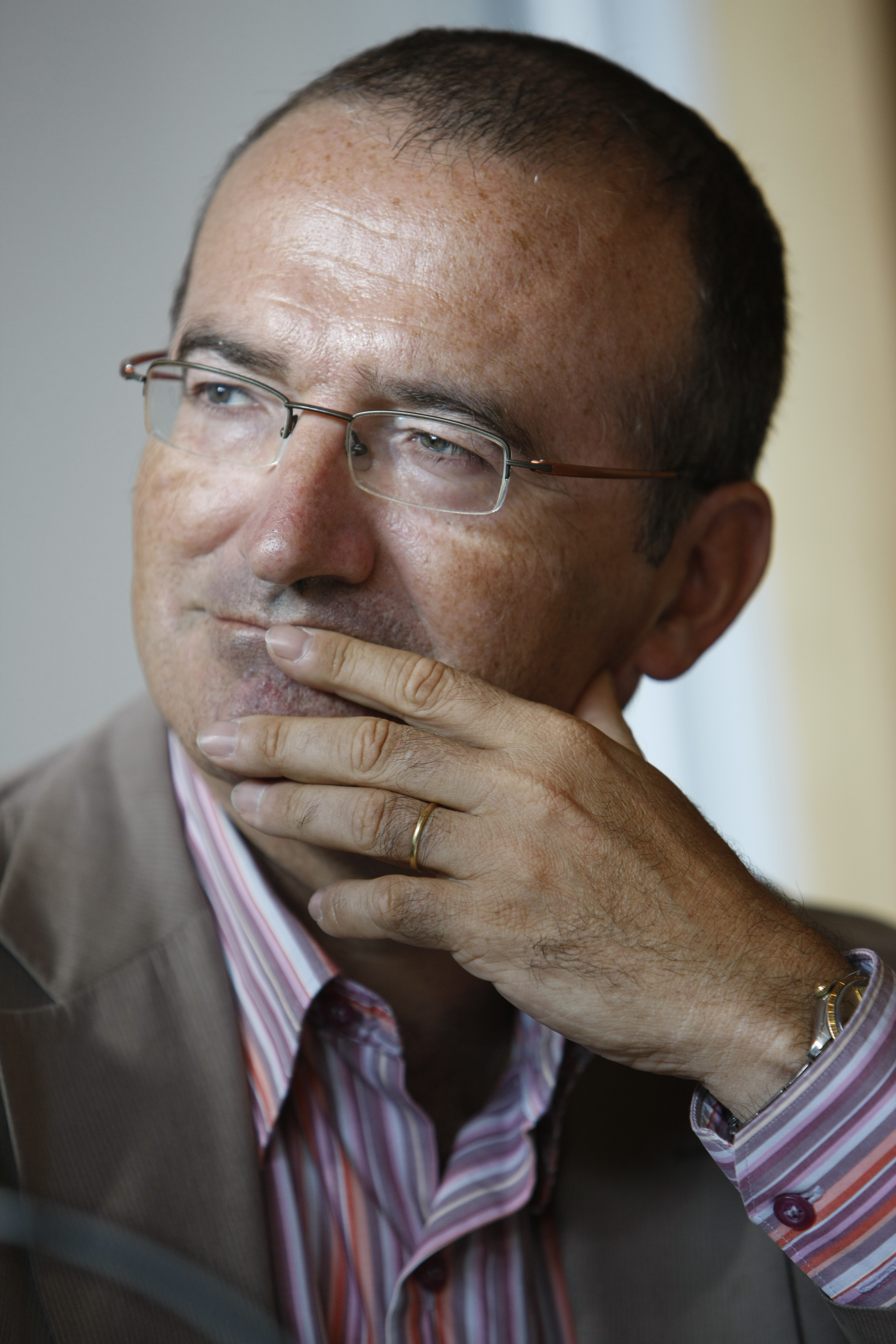
Pour le député Hervé Mariton, les pacsés ne devraient pas bénéficier des mêmes avantages fiscaux que les mariés car le mariage apporte davantage à la stabilité de la société (2010).

Certains opposants au PaCS (comme l'association catholique ICHTUS) considèrent que les couples de même sexe n'étant « pas féconds », ils « ne garantissent pas l’avenir de la société » et ne méritent donc pas d'être avantagés fiscalement comme peuvent l'être les couples mariés, qui participent au renouvellement des générations en produisant des enfants. Ces opposants accusent, par ailleurs, le PaCS d'être « un formidable moyen mis à la disposition de tous ceux qui ne cherchent qu’évasion fiscale et fraudes en tous genres ». Ils voient en lui un risque de « semer la zizanie dans les familles, en raison des dispositions qu’il contient en matière successorale ». Surtout, ils insistent sur le fait que le PaCS est voué à attirer « tous ceux qui veulent faire une économie fiscale » ou « bénéficier de conditions de transmission nettement plus avantageuses ».
Une autre critique régulièrement adressée au texte par ses opposants est qu'« il est si facile de se pacser et de se dépacser que tous les abus [sont] permis », notamment lorsqu'il s'agit d'« obtenir des papiers ». Pendant les débats parlementaires, plusieurs élus de droite insistent ainsi sur le fait que le nouveau type d'union risque de favoriser l'immigration en ouvrant la voie aux « PaCS blancs ». Thierry Mariani considère ainsi qu'« il suffira d'entrer en France [et] de contracter un PaCS de complaisance, pour pouvoir immédiatement et sans délai bénéficier de notre protection sociale ». La thématique du « PaCS blanc » continue d'ailleurs à agiter la société après l'adoption du texte de loi. Dès 2000, une polémique éclate ainsi à propos de la signature de « PaCS de complaisance » par des enseignants en mal de mutations,.
Pourtant, comme l'explique le journaliste Laurent Decotte dans L'Express, en 2003, « un verrou existe » à l'utilisation du PaCS à des fins fiscales puisque « la déclaration de revenus commune n'est possible qu'après trois ans de Pacs ». En outre, « la signature d'un Pacs n'implique pas automatiquement l'obtention d'un titre de séjour », ce qui réduit considérablement le risque d'en faire le jouet des clandestins. Enfin, la signature de PaCS de complaisance par certains enseignants est « vraisemblable, mais non chiffrable, faute de statistiques », ce qui limite sa portée. Cela n'empêche pas certains élus de droite (comme Georges Gruillot ou Nicolas Perruchot) de vouloir mieux encadrer le PaCS,, voire de raboter les droits qu'il octroie. En 2010, le député Hervé Mariton déclare ainsi que « mariage et PaCS sont deux choses distinctes », ce qui légitime l'existence d'un cadeau fiscal pour les jeunes mariés mais pas pour les jeunes pacsés. Il n'est cependant pas entendu par le gouvernement et le cadeau fiscal est supprimé pour les pacsés, mariés et autres divorcés.

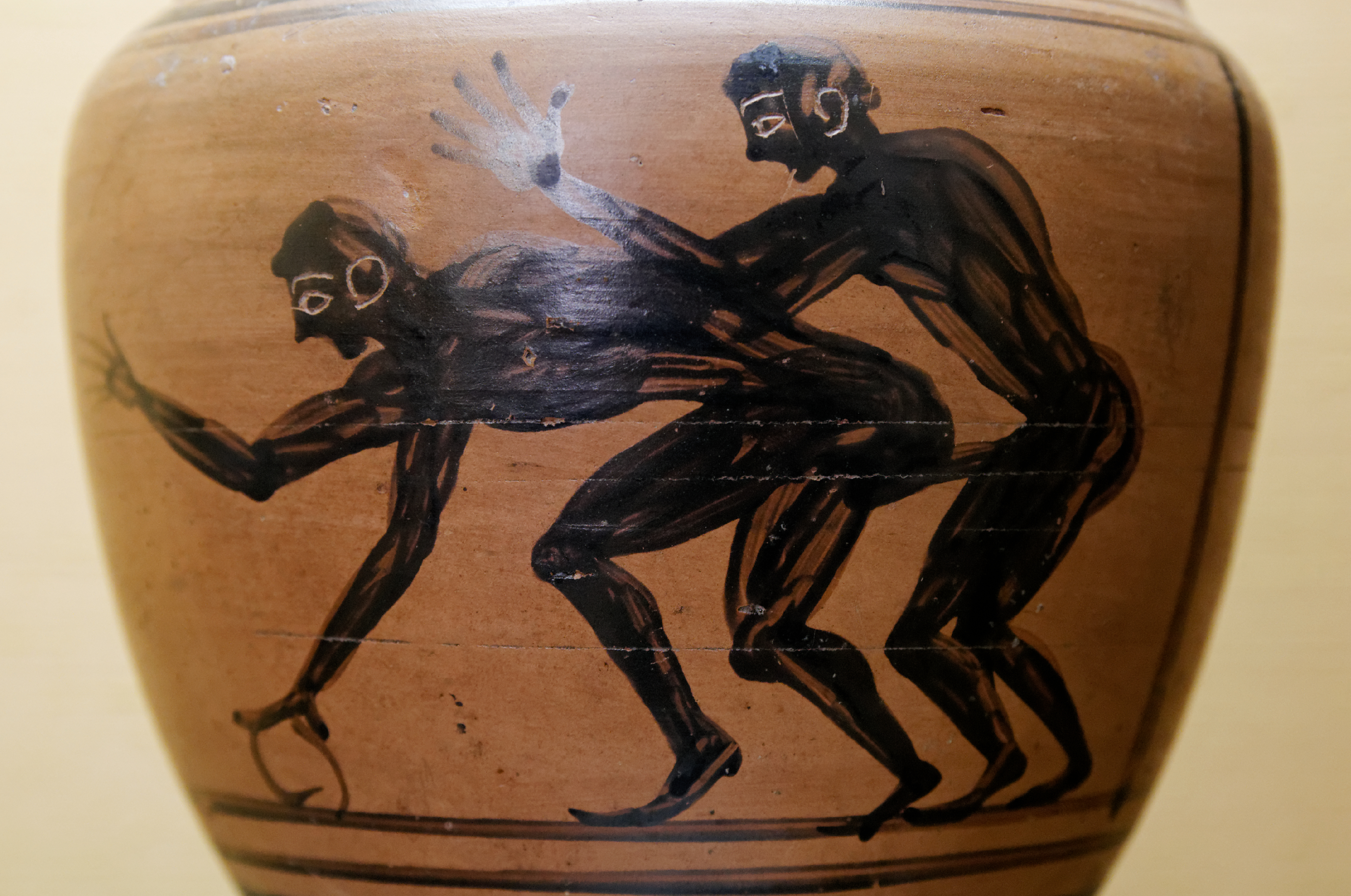
Pour Christine Boutin, l'homosexualité aurait causé la chute des civilisations antiques (1998).

### «La fin de la civilisation»
Les plus extrémistes des opposants au PaCS y voient l'un des signes de la décadence française. Ainsi, pour le maire de Toulon Jean-Marie Le Chevallier, cette loi va creuser « l’abîme moral dans lequel la France est plongée depuis la loi Veil sur l’avortement » (1975). Quant à l'ancien ministre de la Justice Jean Foyer, bien connu pour avoir associé la légalisation de la contraception à une « fornication rationalisée » en 1967, il voit dans le PaCS « une législation de temps de décadence, pire que celle de la fin de l’Empire romain ». Enfin, pour Philippe de Villiers, « le PaCS, c'est tout simplement le retour à la barbarie », tandis que, pour Christine Boutin, « toutes les civilisations qui ont reconnu et justifié l'homosexualité comme un mode de vie normal ont connu la décadence ».

## Polémiques et violences

### Homophobie

PACS MARIAGE HOMO - FAMILLE EN DANGER.
En 1999, le Centre national étudiant contre le PaCS (émanation de l'UNI) sous-entend sur ses affiches que le PaCS met les enfants en danger.

Les débats et les manifestations qui accompagnent l'approbation du concubinage homosexuel et du PaCS sont émaillés de nombreux commentaires homophobes, tant du côté de la classe politique que de la société civile françaises. Au fil des mois, le journal Libération en dresse ainsi plusieurs florilèges, qui rappellent combien l'homosexualité reste associée à l'anormalité, à la pédophilie, au sida et à la dépravation sexuelle dans l'imaginaire de nombreux militants anti-PaCS. Plusieurs intellectuels reconnus tiennent ainsi un discours très dur contre la communauté LGBT, soupçonnée de vouloir profiter du concubinage et du PaCS pour imposer son mode de vie à l'ensemble de la société,,.
Le 17 décembre 1997, le juriste Jean-Luc Aubert justifie, par exemple, le refus, par la Cour de cassation, du transfert d'un bail locatif au compagnon d'un homme mort du sida, en expliquant :

« Impropre à assurer le renouvellement des membres qui composent la société, l'homosexualité est, par nature, un comportement mortel pour la société. […] S'il va de soi que toute personne homosexuelle doit disposer des mêmes droits que les autres personnes, en revanche il n'y a pas de raison que la société accorde au couple homosexuel, au-delà de la liberté de se constituer et de vivre sa vie, des droits spécifiques que rien ne justifie socialement […]. Le droit, œuvre des politiques et produit du projet de société qu'ils entendent promouvoir, a pour fonction - sauf à en réduire la notion au code de la route ! - d'assurer la sauvegarde des valeurs fondamentales sur lesquelles la société s'est constituée et d'en imposer le respect. Sans doute le droit n'est-il pas, pour autant, voué à l'immobilisme […]. Cependant, cette prise en compte des besoins de la société et de leur évolution n'impose en aucune façon d'homologuer et de favoriser toute évolution des mœurs : le développement de la délinquance ne justifie pas la disparition du droit pénal ! Elle n'a lieu d'être qu'autant qu'elle n'est pas contraire à cette société. En présence d'une évolution nuisible à la société, la règle de droit doit en contrarier le développement ; si l'évolution considérée est neutre, elle peut observer une semblable neutralité,. »

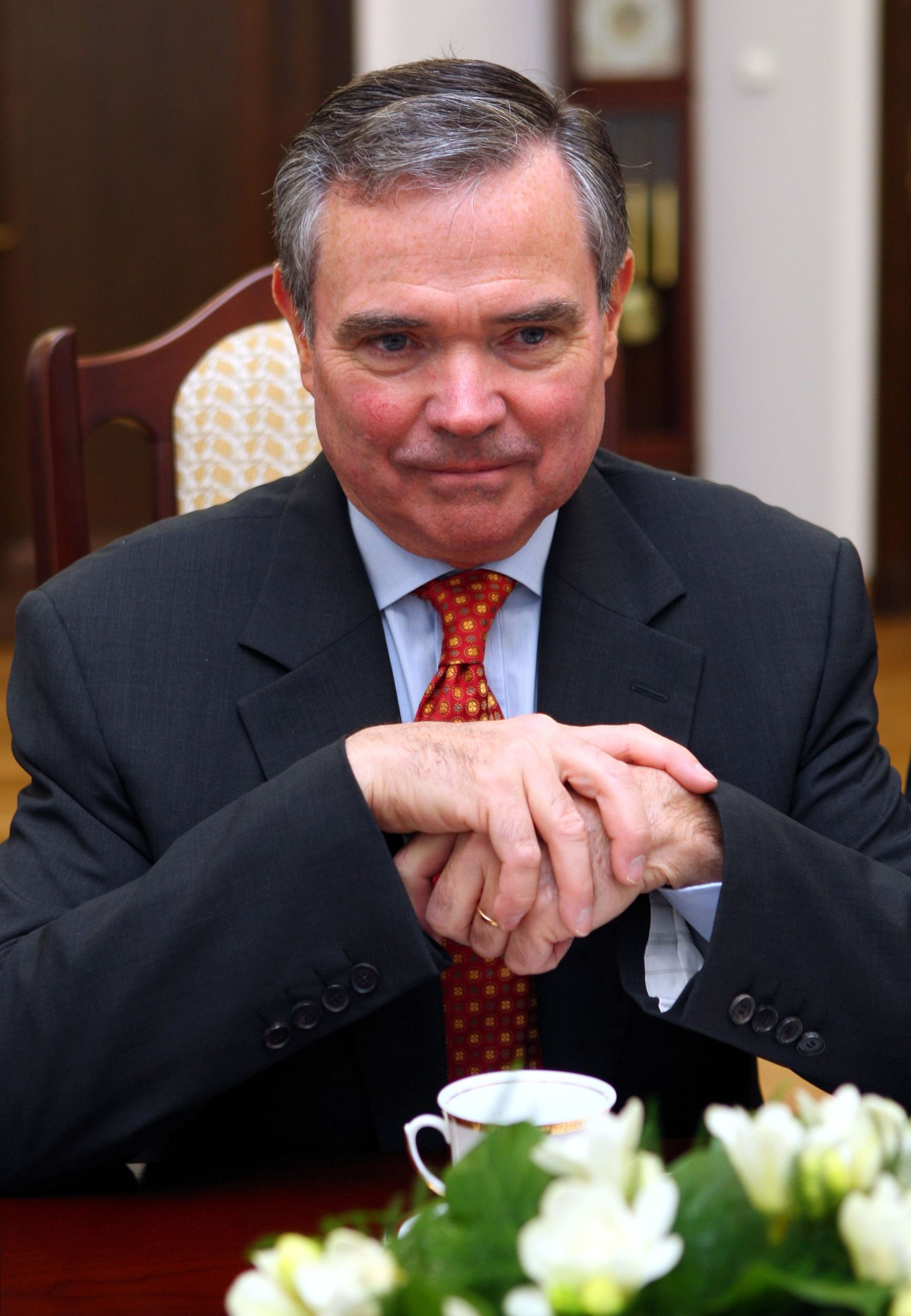
Comme plusieurs de ses collègues, le député Bernard Accoyer a été accusé d'homophobie à cause de certains de ses propos contre le PaCS.

De son côté, l'historien Emmanuel Le Roy Ladurie écrit dans une tribune publiée dans Le Figaro le 19 octobre 1998 :

« Les prosélytes et militants se réclamant de l'homosexualisme proposent effectivement un modèle d'intolérance, voire d'agression conceptuelle : il est vécu comme une insulte par les couples hétéros « normaux » pour lesquels le mariage « usuel » […] correspond avant tout, entre autres mérites, à une certaine manière d'élever les enfants et de les garantir, en particulier, contre ces fléaux modernes que sont le sida ou la pédophilie […]. Le fait de confier des enfants à des couples homosexuels masculins (comme cela se produira un jour ou l'autre par évolution logique si le PaCS est adopté), ce fait-là ne manquera donc pas d'accroître encore les risques pédophiliques qui sont déjà en plein essor,. »

Malgré la dureté de telles déclarations, ce sont certainement les propos homophobes de la classe politique qui marquent le plus les esprits au moment de la polémique. Les « bons mots » des députés Michel Meylan (« S'il y a des pédés ici je leur pisse à la raie »), Bernard Accoyer (« La nation n’a pas à encourager les déviances »), Pierre Lellouche (« Il n'y a qu'à les stériliser ! ») ou Yves Fromion (« Les tantes vont pouvoir se marier ! ») ne sont que quelques illustrations de ces violences verbales, qui choquent d'autant plus la communauté LGBT qu'elles sont le fruit d'élus de la République. En réponse à ces propos, l'« Observatoire du PaCS » (émanation du site ProChoix), dresse une liste des élus homophobes et incite ses lecteurs à les joindre pour se plaindre de leurs déclarations.
À cette longue liste de déclarations homophobes, on peut encore ajouter certaines publications de la presse d'extrême droite (comme la Une du quotidien Présent du 16 mars 1999 montrant une caricature où deux homosexuels disent à un enfant : « Viens mon petit, nous allons t'accueillir à draps ouverts »), différents slogans proférés lors des manifestations anti-PaCS (comme « Les pédés au bûcher ! », entendu le 31 janvier 1999) ou des affiches et autres autocollants placardés dans les villes par les opposants aux couples homosexuels (comme ceux proclamant : « PaCS égal pédés »).

### Une Bible dans l'Assemblée nationale

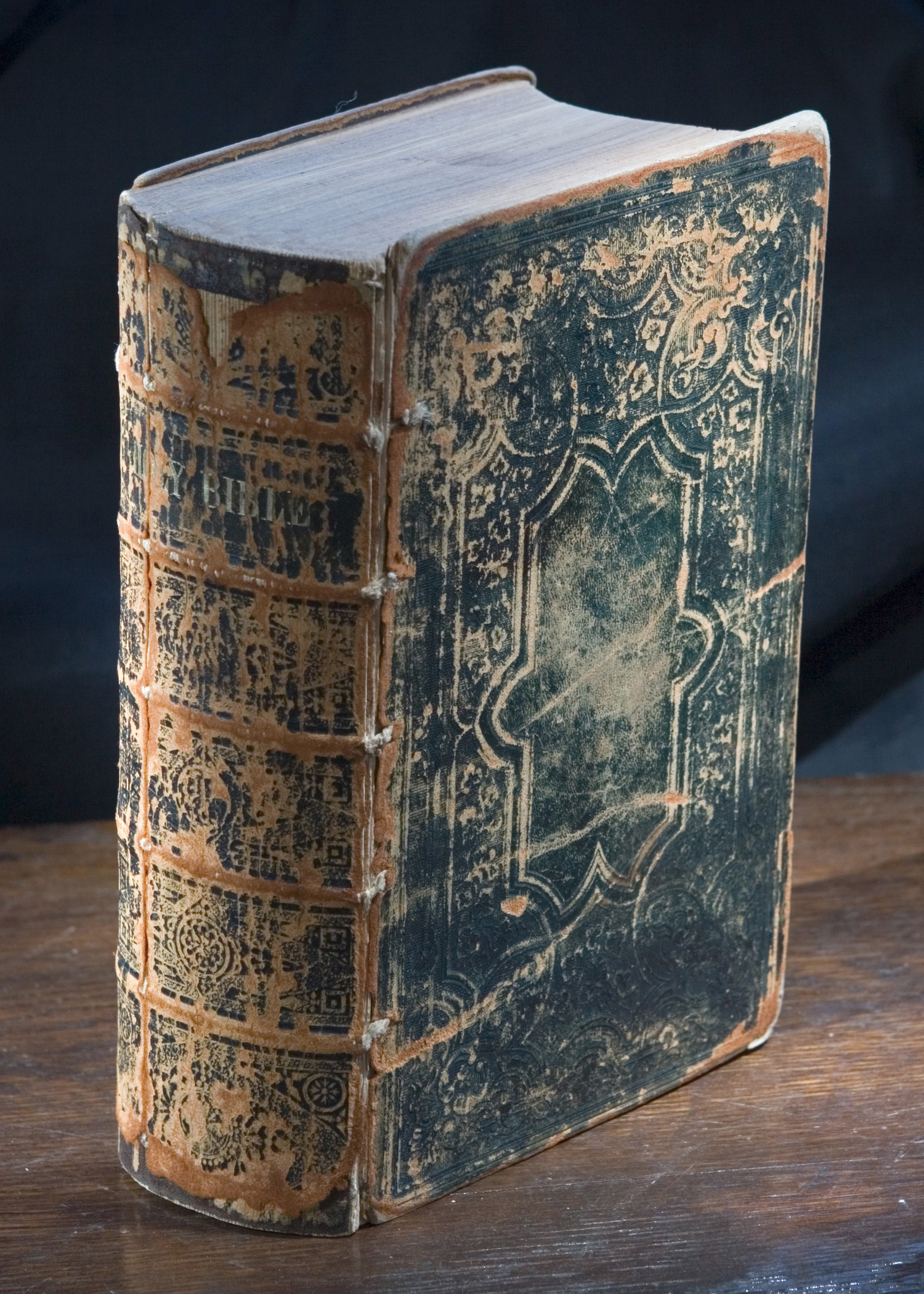
La Bible a souvent été invoquée par les opposants au PaCS en 1998-1999.

Le 9 octobre 1998, le PaCS est depuis seulement trois jours devant le Parlement français lorsque se déroule une scène qui va rester comme l'une des « images marquantes des débats », si l'on en croit Le Nouvel Observateur. La députée Christine Boutin brandit alors une Bible dans l'Assemblée nationale et interpelle d'un « Lisez plutôt la Bible, cela vous changera ! » la ministre de la Justice Élisabeth Guigou, alors que celle-ci reprend devant l'hémicycle le discours qu'elle a déjà prononcé afin de gagner du temps en l'absence de la majorité des élus de gauche,. Dans un pays de tradition laïque, le geste fait polémique et vaut à la députée d'être, ensuite, souvent qualifiée de « pasionaria » chrétienne,, de « bigote » voire de « fondamentaliste » catholique.
Pendant plusieurs années, Christine Boutin assume son geste et le revendique même dans plusieurs émissions télévisées, comme Dimanche + du 5 novembre 2006 ou l'« Hyperview » de Thierry Ardisson du 17 octobre 2010. En 2011, cependant, la députée fait volte-face. Désireuse de se présenter aux prochaines élections présidentielles, elle cherche à se donner une image beaucoup plus consensuelle et laïque. Sur son site internet, une page intitulée « Je ne suis pas celle que vous croyez » affirme donc désormais que « contrairement à ce qui se dit, Christine Boutin n'a jamais brandi une Bible dans l'hémicycle lors du débat sur le PaCS ». Selon cette nouvelle version, le livre brandi n'aurait en fait été qu'un règlement de séance, nécessaire aux députés pour prendre la parole dans l'hémicycle,,.

### Sanglots à l'Assemblée nationale

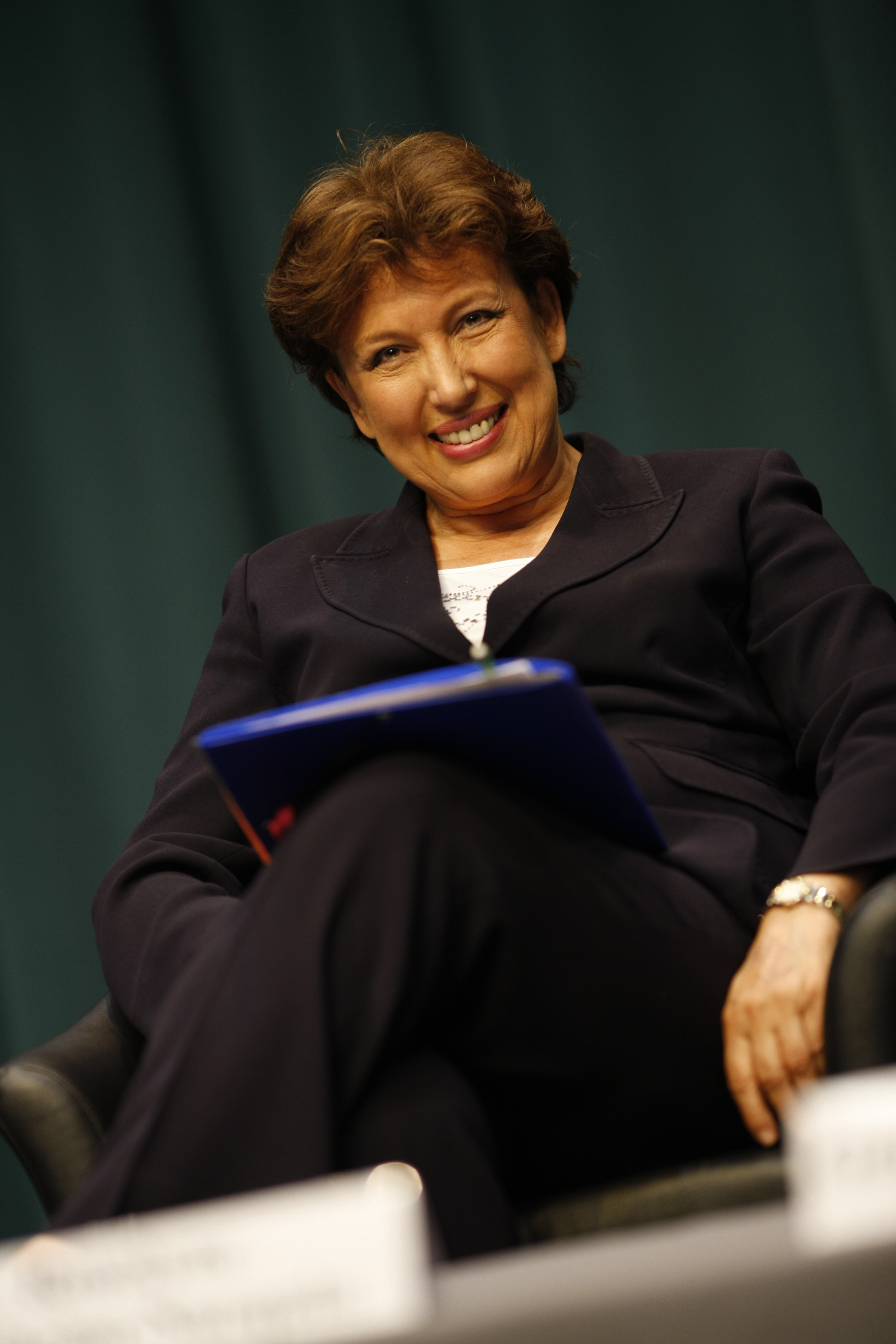
La députée Roselyne Bachelot, seul soutien du PaCS à droite en 1998-1999.

À deux reprises, les débats sur le PaCS font couler des larmes sur les bancs de la droite, à l'Assemblée nationale.
La première fois se produit dans la soirée du 7 novembre 1998. Roselyne Bachelot, seule parlementaire de droite à s'être déclarée favorable à la reconnaissance des couples homosexuels, se voit accorder par son groupe un temps de parole de cinq minutes à l'Assemblée nationale. Elle prononce alors un plaidoyer dans lequel elle soutient non seulement le projet de loi mais félicite également l'activisme des associations LGBT qui se sont battues pour le voir naître. Elle en profite, par ailleurs, pour dénoncer le « dégoût des saintes-nitouches » et la « commisération des dames patronnesses » vis-à-vis des homosexuels, ce qui n'est pas sans déclencher les murmures désapprobateurs de ses collègues. Une fois son discours terminé, la députée reçoit des applaudissements nourris de la gauche mais, dans son propre camp, seuls Philippe Séguin et François Goulard la félicitent. Isolée et très émue, elle regagne sa place avant d'être secouée par de longs sanglots,.
Quelques semaines plus tard, c'est au tour d'une autre femme de droite de laisser couler des larmes dans l'Assemblée nationale. Le 2 décembre 1998, le Premier ministre Lionel Jospin profite des questions au gouvernement pour se lancer dans une diatribe contre l'« obstruction » que mène la droite contre le PaCS au Parlement. Il dénonce alors, sans la nommer expressément, Christine Boutin, qu'il qualifie de députée « marginale sur ses questions et outrancière dans ses propos ». Blessée par cette attaque à peine voilée, la parlementaire fond en pleurs, quitte son siège et se dirige vivement vers le chef du gouvernement. Convaincus qu'elle veut s'en prendre à lui, des huissiers s'interposent tandis que des députés de droite (André Santini et François Léotard) viennent vers elle pour la raisonner et la consoler. Peu de temps après, de nombreux députés de droite quittent l'hémicycle en guise de protestation contre l'attaque du Premier ministre. Pourtant, en aparté, certains parlementaires n'hésitent pas à mettre en doute la sincérité de Christine Boutin, qui aurait « encore voulu faire son cinéma »,.

### Menace d'outing contre Renaud Donnedieu de Vabres
Le 31 janvier 1999, des propos très violents (tels « les pédés au bûcher ! ») sont proférés par des opposants à la reconnaissance des couples homosexuels lors de la grande manifestation des « anti-PaCS ». Pourtant, à en croire la revue de presse réalisée par l'association Act Up, l'événement est loin de faire les gros titres des journaux :

« Le Parisien parle d’une ambiance souriante et bon enfant [à la manifestation]. Le Figaro se félicite de la bonne tenue d’une « parade moderne ». France-Soir n’a rien vu, tout comme Le Nouvel Observateur, Marianne ou L’Événement. Mieux renseigné, Le Monde achève son récit de la manifestation en détaillant ses « dérapages ». Même chose à Libération, où l’on fait état d’une « soudaine bouffée d’homophobie », avant d’enchaîner, en un coupé-collé suspect, par une référence à des manifestants « fourbus, mais ravis d’avoir su donner une image d’eux gaie, colorée, dansante », et qui « se quittent gentiment sur le parvis des droits de l'homme ». »

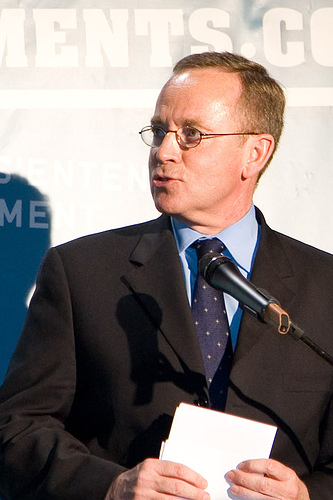
N'ayant pas réagi aux violences homophobes des anti-PaCS avec lesquels il défilait, le député homosexuel Renaud Donnedieu de Vabres est menacé d'outing par Act Up en 1999.

Ce traitement de l'information choque d'autant plus Act Up que, parmi les élus de droite venus participer au défilé, certains sont eux-mêmes homosexuels et le cachent à leur électorat conservateur. Or, ces élus « dans le placard » n'ont absolument pas réagi à l'homophobie des manifestants et Act Up décide de dénoncer publiquement leur hypocrisie. Le 10 février 1999, l'association envoie ainsi un courrier à un député homosexuel présent au moment des débordements pour lui ordonner de faire son coming out, sous peine de voir sa vie privée dévoilée. Un mois plus tard, le 8 mars, l'association rend publique sa menace, sans pour autant révéler le nom du député. Ce faisant, Act Up déclenche l'ire de la presse, qui dénonce unanimement ses méthodes :

« Dans Le Figaro, Véziane de Vezins identifie dans [son] action des « relents d’inquisition ». Guy Konopnicki de L’Événement, voit en [Act Up] le fruit de « l’alliance du procureur Starr et du sénateur McCarthy ». Jan-Paul Pouliquen, président du Collectif pour le PaCS, regrette une pratique « utilisée et valorisée pendant la Seconde Guerre mondiale ». Thierry Meyssan, dans le bulletin du Réseau Voltaire, décèle une « technique fascisante », tout comme Mouloud Aounit, président du MRAP, qui s’étonne dans Le Parisien de voir [Act Up] « bégayer des méthodes fascisantes ». Christine Boutin note dans le même journal que [ce] comportement est « totalitaire ». Emmanuel Le Roy Ladurie, dans Le Figaro d’une analyse érudite qui renvoie à « l’inquisition de Goa », à « la bocca della verita » en vogue durant la Renaissance italienne, aux « consistoires calvinistes », aux « dénonciations massives contre les maîtresses de Louis XV », à la décapitation de Marie-Antoinette « sur la foi des calomnies qui circuleront sur sa vie privée, pourtant honorable », aux « dénonciations anonymes dans les pays occupés par les nazis », et à « l’affaire Clinton-Lewinsky ». »

Passible de 30 000 francs d'amende en cas de révélation du nom du parlementaire homosexuel, Act Up poursuit pourtant ses menaces, sans toutefois jamais rendre son identité publique. Pour certains analystes, l'association espère ainsi pousser des médias avides de scoop à agir à sa place et à dévoiler le nom du député ou d'un autre de ses collègues « dans le placard ». Satisfaite de l'effet provoqué par la polémique, Act Up renonce finalement à son « outing » le 23 mars et l'affaire tombe progressivement dans l'oubli. Elle refait cependant surface quand le journaliste Guy Birenbaum publie, en 2003, un ouvrage intitulé Nos délits d’initiés dans lequel il révèle l'identité du député homosexuel présent à la manifestation des anti-PaCS : l'UDF Renaud Donnedieu de Vabres. Cette fois, l'information ne déclenche aucun scandale et elle est ensuite reprise par les médias sans qu'aucune menace de sanction ne soit proférée,. Le 7 avril 2004, le journal Les Inrockuptibles publie ainsi un article à charge (« Pas gai ») contre Renaud Donnedieu de Vabres, désormais ministre de la Culture, et dénonce son attitude durant les événements de 1999.

## Organisations et personnalités opposées aux projets de loi

### Christine Boutin

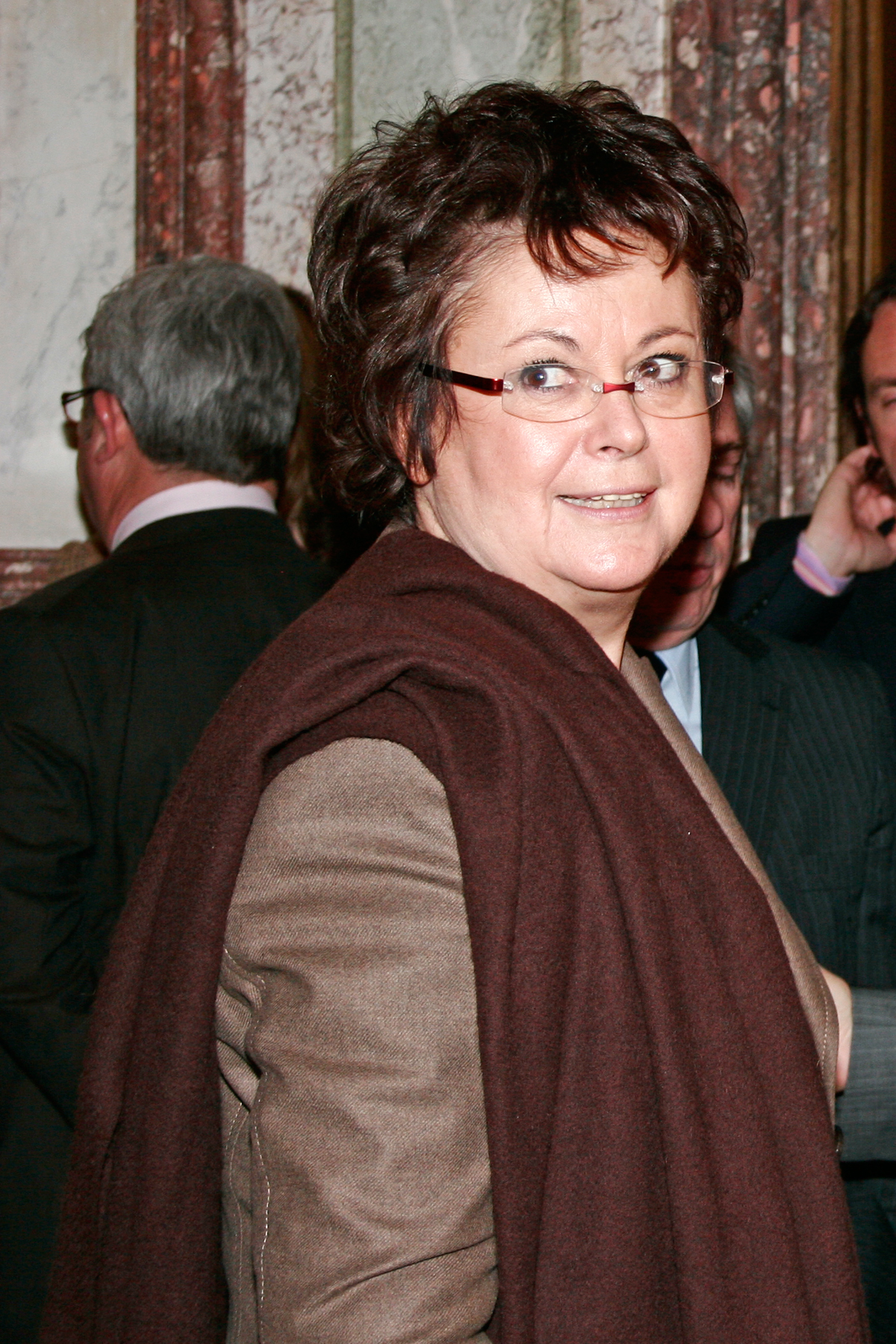
Christine Boutin s'est fait connaître grâce à son combat contre la reconnaissance des couples homosexuels.

Issue de la mouvance « pro-vie » (anti-avortement, anti-euthanasie, etc.) et proche de l'Église catholique (dont elle est « consulteur de la Sacrée congrégation pontificale de la famille » depuis 1995), la députée UDF Christine Boutin est largement inconnue du grand public avant les débats sur le Pacte civil de solidarité. Promue chef de file de la droite anti-PaCS à l'Assemblée nationale en 1998, elle gagne alors une réelle notoriété, qui la fait passer de personnalité politique locale à figure d'envergure nationale,,.
Devenue l'« égérie des anti-PaCS », la députée occupe largement la scène médiatique. Non seulement elle se fait remarquer à de multiples reprises durant les débats parlementaires (en prononçant un discours fleuve de plus de cinq heures, en brandissant une Bible ou en éclatant en sanglots après une attaque du Premier ministre) mais c'est largement elle qui donne naissance au collectif « Générations anti-PaCS » et à sa grande manifestation du 31 janvier 1999. Durant cette période, Christine Boutin est par ailleurs l'objet de nombreuses interviews, qui la conduisent notamment sur les plateaux de Thierry Ardisson et de Karl Zéro,,.
Cependant, la députée est loin de faire l'unanimité autour d'elle. Brocardée par les partisans du PaCS qui voient en elle une homophobe intransigeante, elle est aussi attaquée par ses alliés politiques, qui l'accusent progressivement d'avoir ringardisé la droite par ses outrances. Une fois le PaCS et le concubinage homosexuels adoptés (ce qu'elle a elle-même surnommé avec mépris « la totale »), Christine Boutin continue à dénoncer l'inutilité de ces réformes, dans lesquelles elle ne voit aucun progrès social. Finalement, en 2012, l'ancienne leader des anti-PaCS reprend son combat contre la reconnaissance des couples de même sexe dans le cadre de la polémique entourant la légalisation du mariage homosexuel. Cette fois, ce n'est cependant pas elle qui occupe le devant de la scène mais l'humoriste Frigide Barjot et son collectif « La Manif pour tous ».

### Générations anti-PaCS

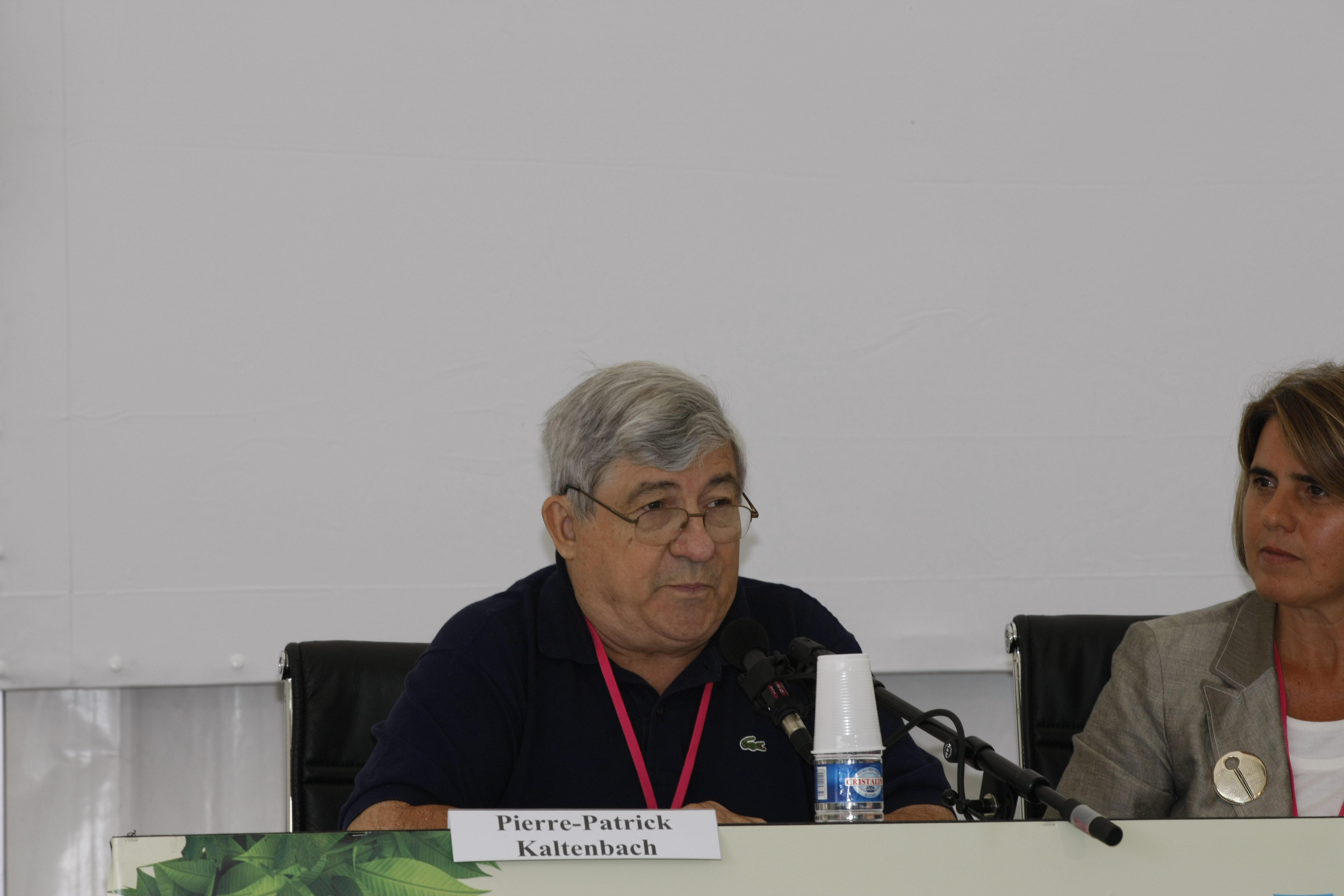
Pierre-Patrick Kaltenbach, président des Associations familiales protestantes, est l'un des rares non-catholiques à la tête du collectif « Générations anti-PaCS ».

Baptisé successivement « Collectif pour le mariage et contre le PaCS », « Générations anti-PaCS » et « Générations Famille », le collectif associatif regroupant les onze organisations opposées au Pacte civil de solidarité est l'autre grand acteur de la lutte contre la reconnaissance des couples de même sexe en 1998-1999.
Selon Christophe Saby, auteur d'un mémoire de fin d'études intitulé La Communication de l'Église catholique en France depuis 1978, ce collectif se compose des Associations familiales catholiques (AFC), de Familles de France, de l’Union des associations de parents d'élèves de l'enseignement libre (UNAPEL), de l’Alliance pour les droits de la vie (ADV), du Comité d'initiative pour le respect de la dignité humaine, de la Fédération internationale pour la défense des valeurs humaines fondamentales (FIVA), du Comité européen de liaison de l'action pour la dignité humaine (CELADH), de la Jeunesse action chrétienne (JAC), du Collectif des Maires de France pour le mariage républicain (émanation de l’Association pour la promotion de la famille, proche de l’Opus Dei) et de seulement deux organisations non catholiques, les Associations familiales protestantes et le Conseil représentatif des musulmans de France. Moins exhaustive dans son décompte, Blandine Grosjean, du journal Libération, évoque elle aussi Familles de France, ADV, l'UNAPEL, le Collectif des Maires de France pour le mariage républicain, les Associations familiales protestantes et le Conseil représentatif des musulmans de France mais ajoute également l’Union des familles musulmanes de France sans préciser qui sont les autres membres du collectif.

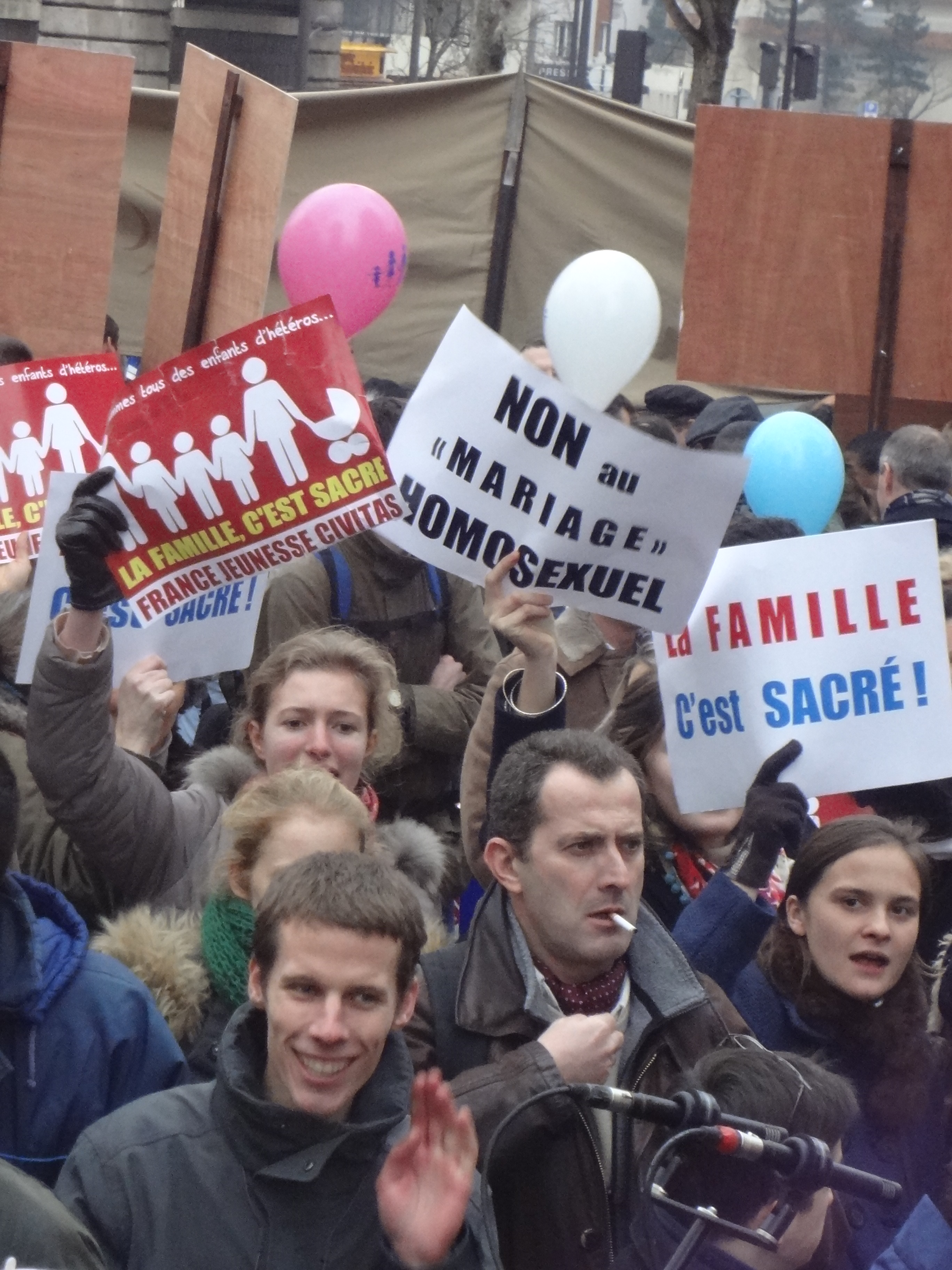
La question du comptage des manifestants anime les débats autour du PaCS (en 1998-1999) comme ceux autour du « mariage pour tous » (ici, en 2013).

Quoi qu'il en soit, « Générations anti-PaCS » joue le rôle de relais entre les organisations opposées à la réforme et la société civile. Représenté par Marguerite Delvolvé (présidente de l’Association pour la promotion de la famille), le collectif intervient lors des auditions devant le Sénat le 27 janvier 1999. Surtout, il organise plusieurs manifestations dans la capitale, dont celle du 31 janvier 1999, qui réunit le plus de personnes. Dans ce cadre, le collectif met en place des serveurs téléphoniques chargés de conseiller ses sympathisants, publie et distribue des tracts, vend des tee-shirts estampillés « PaCS out » et affrète bus, trains et avions pour acheminer ses partisans à Paris. Conscient de son image trop catholique, bourgeoise et droitière, le collectif fait appel à des jeunes de l’Union nationale inter-universitaire (UNI) pour donner un tour festif et coloré à son « grand défilé des anti-PaCS ». Vêtements chamarrés, ballons multicolores, musique techno, danse et autres slogans bons enfants sont ainsi réquisitionnés pour l'événement, qui s'inspire des Journées mondiales de la jeunesse afin de séduire les médias et l'opinion publique.
Le bilan de la grande mobilisation du 31 janvier 1999 reste malgré tout modeste : alors que le collectif espérait réunir 200 000 personnes dans les rues de la capitale, il n'est parvenu à en mobiliser qu'à peine la moitié, selon son propre décompte. Convaincu que les forces de l'ordre ont sous-estimé le nombre de participants au défilé du 7 novembre 1998 (où le collectif revendiquait 130 000 participants alors que la police en dénombrait seulement 7 200), « Générations anti-PaCS » a en effet installé des portiques pour compter précisément ses partisans le 31 janvier. Finalement, 98 403 manifestants ont ainsi dû être annoncés, alors que la police en estimait, quant à elle, 100 000. Pour Libération, ce relatif échec s'explique parce qu'« à la différence de la manifestation pour l'enseignement privé qui avait su se superposer à un sentiment très général de consumérisme scolaire, les slogans anti-PaCS n'ont pas dépassé le cercle familial, large mais tout de même circonscrit, des convaincus d'avance ».

### Partis et syndicats de droite et d'extrême droite

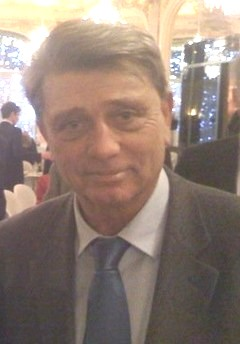
À droite, la plupart des personnalités favorables à la reconnaissance des couples homosexuels, comme Alain Madelin, choisissent l'abstention lors des débats sur le PaCS.

Proposés par la gauche plurielle en pleine période de cohabitation, les projets de Pacte civil de solidarité et de concubinage homosexuel réunissent contre eux la quasi-totalité de la droite (UDF, RPR, DL, MPF) et de l'extrême droite (FN, MNR) françaises. À l'exception notable de Roselyne Bachelot, qui gagne une réelle notoriété lors des débats, aucune voix discordante ne se fait entendre sur les bancs de l'opposition, et les personnalités favorables à la reconnaissance des couples homosexuels (comme Alain Madelin ou Jean-Louis Borloo) choisissent de s'abstenir, pour ne pas déplaire à leur base,.
Ainsi, au parlement, députés et sénateurs de droite organisent l'obstruction en multipliant les discours, les amendements et les motions d'irrecevabilité. Dans la rue, ils appellent à manifester à l'occasion du « grand défilé des anti-PaCS » du 31 janvier 1999 et certains n'hésitent pas à utiliser les facilités postales dont ils bénéficient à l'assemblée pour attirer les manifestants. À l'échelle locale aussi, la droite se mobilise. Avec le soutien actif de l’Association pour la promotion de la famille, l'UDF Michel Pinton lance, en 1998, une grande pétition des maires contre la signature d'un Contrat d'union sociale (CUS) en mairie qui reçoit le soutien de plus de 15 000 élus, majoritairement sans étiquette ou à droite,. De cette pétition, naît un Collectif des maires de France pour le mariage républicain, qui parvient à faire plier le gouvernement Lionel Jospin sur la question de la signature du PaCS en mairie.
Côté syndicats, seule l’Union nationale inter-universitaire (UNI), une organisation étudiante proche du RPR, affiche une réelle opposition au PaCS. Elle crée ainsi le Centre national étudiant contre le PaCS, très présent lors de la grande manifestation du 31 janvier 1999.

### Église catholique et autres religions

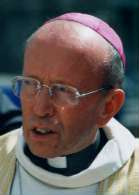
Mgr Louis-Marie Billé, président de la Conférence des évêques de France et opposant au PaCS en 1998-1999.

Suivant le Catéchisme de l'Église catholique, la Conférence des évêques de France s'oppose publiquement à toute forme de reconnaissance des couples homosexuels, du simple « certificats de vie commune » délivré en mairie (1996) au CUC et au PaCS (1998) en passant par le concubinage homosexuel (1999). Soucieuse d'imposer sa vision du couple à l'ensemble de la communauté catholique, l'Église de France n'hésite pas à rappeler à l'ordre l'hebdomadaire La Vie après la publication, par celui-ci, d'un dossier considéré comme trop favorable au projet de loi socialiste en octobre 1998,. Malgré tout, l'Église n'appelle pas officiellement à manifester contre le projet de loi (même si l'évêque de Perpignan intervient en ce sens) et aucun prélat ne participe aux défilés anti-PaCS.
Si les évêques gardent une certaine distance vis-à-vis des manifestations par crainte d'être instrumentalisés, il n'en va pas de même des organisations officiellement liées à l'Église. L’Association pour la promotion de la famille, émanation de l’Opus Dei, se livre ainsi à une véritable opération de lobbying anti-PaCS. Avenir de la Culture, proche des traditionalistes de Tradition, famille et propriété, fait de même, grâce à une campagne de mailing et d'« avalanche postale ». Sur un tout autre plan, le prêtre psychanalyste Tony Anatrella met en avant ses compétences scientifiques pour proclamer dans la presse que « l'homosexualité reste le symptôme d'un problème psychique et d'un en deçà de la différence des sexes ».
Du côté des autres grands cultes (Islam, judaïsme, protestantisme), la mobilisation contre la reconnaissance des couples homosexuels est beaucoup moins forte, même si « une sorte de front commun des religions » se met en place, d'après Le Monde. Chez les musulmans, seuls deux organisations minoritaires s'associent à la grande manifestation des anti-PaCS : le Conseil représentatif des musulmans de France (présidé par Hamlaoui Mekachera) et l’Union des familles musulmanes de France. Chez les protestants et chez les juifs, aucun responsable religieux n'appelle à la manifestation, même si de nombreux croyants font le déplacement jusqu'à Paris pour s'exprimer contre la réforme. Pour Libération, cependant, la grande manifestation des anti-PaCS mobilise principalement des catholiques et « pour l'effet « United Colors », Arabes-juifs-cathos-protestants, annoncé, le ratage était complet ».